# Manifestations et émeutes consécutives au meurtre de George Floyd
Pour un article détaillé sur l'arrestation et la mort de George Floyd, voir Meurtre de George Floyd.
À la suite du meurtre de George Floyd le 25 mai 2020, un Afro-Américain de 46 ans, des manifestations puis des émeutes de grande ampleur ont lieu aux États-Unis et dans le monde.
Au lendemain de la diffusion d'une vidéo partielle de son interpellation, plusieurs milliers de personnes réclamant justice se rassemblent à Minneapolis au cri de « Black Lives Matter », nom d'un mouvement politique apparu en 2013. Les manifestants appellent à ce que la police « cesse de tuer des Noirs ».
Les manifestations contre le racisme et les violences policières s'étendent rapidement dans les 50 États des États-Unis touchant plus de 2 500 villes et villages,, puis, à partir du 31 mai 2020, dans le reste du monde. Celles-ci se transforment parfois en émeutes au cours desquelles ont lieu des incendies volontaires, du vandalisme, des affrontements avec les forces de l'ordre et des pillages. 32 personnes sont tuées aux États-Unis dans le cadre des manifestations et émeutes.

## Contexte

### Violence policière aux États-Unis
Les cas fréquents de violence policière et du recours mortel à la force par les représentants de l'ordre ont conduit le mouvement afro-américain des droits civiques à protester contre l'absence de responsabilisation de la police (en) lors d'incidents meurtriers. Les émeutes de Watts, en 1965, sont une réponse notable aux violences exercées contre le mouvement afro-américain des droits civiques. En 1992, une vidéo amateur où l'on voit plusieurs policiers passer à tabac pendant plusieurs minutes l'angelino afro-américain Rodney King fait le tour du monde et est le déclencheur d'une semaine d'émeutes.
Durant les années 2010, plusieurs affaires de violences policières mortelles visant des Afro-Américains sont fortement médiatisées. Lorsqu'en 2013, le surveillant de voisinage George Zimmerman, qui a tiré une balle dans le ventre de Trayvon Martin, 17 ans, est déclaré non coupable, un mouvement d'antiracistes afro-américains émerge, Black Lives Matter. Il s'amplifie dès l'année suivante, en réaction aux morts de Michael Brown, Eric Garner et Laquan McDonald (en), tués par des policiers blancs. Au cours des années suivantes, il met en lumière de nombreuses autres affaires, comme celles concernant Freddie Gray en 2015 et Philando Castile (en) en 2016.
Selon le chercheur Jesse Jannetta, spécialiste des questions de justice et de police, les violences policières aux États-Unis proviennent notamment de « la latitude des policiers à user la force, d’un point de vue juridique, avec notamment la notion d’« immunité qualifiée » [qui empêche les officiers de police d’être poursuivis pour des actions discrétionnaires dans l’exercice de leurs fonctions]. » La justice a ainsi beaucoup de mal à poursuivre des officiers de police impliqués dans la mort de citoyens.
Le Haut-Commissariat des Nations unies aux droits de l'homme a souligné que l’impunité restait la norme au sein de la police américaine. Selon l'organisation, « les autorités américaines doivent prendre des mesures sérieuses pour mettre un terme à ces meurtres et garantir que justice soit rendue lorsqu’ils se produisent », invitant à la mise en place d’un « système de prévention ».
De manière générale, et proportionnellement à la taille de leurs communautés, les Afro-Américains ont 2,5 fois plus de risque d'être tués par des policiers que les Blancs, d'après une étude publiée en 2019. De plus, les Afro-Américains constituent la majorité relative de la population carcérale alors qu'ils ne représentent qu'une minorité de la population américaine totale ; en 2017 les Noirs représentaient 12 % de la population adulte totale des États-Unis mais 33 % de la population carcérale, alors que les Blancs représentaient 64 % de la population adulte totale mais 30 % de la population carcérale ; et même les Hispaniques qui sont aussi surreprésentés en prison et qui sont une plus grosse minorité que les Afro-Américains sont moins nombreux qu'eux à être emprisonnés (16 % de la population adulte totale est hispanique contre 23 % de la population carcérale).

### Condition sanitaire
Les manifestations se déroulent pendant la pandémie de Covid-19. Au début des manifestations, le 26 mai 2020, l'État du Minnesota recense 21 960 cas et 899 morts. Des mesures exceptionnelles sont prises par le gouvernement du Minnesota afin de limiter l'étendue de la pandémie de coronavirus. Au niveau national, le seuil des 100 000 morts est franchi à la fin mai.
La pandémie a mis en exergue les inégalités sociales aux États-Unis. Les personnes issues des quartiers pauvres présentent un taux de mortalité trois à cinq fois plus élevé que les habitants des quartiers aisés selon les données officielles. Ces dernières n’incluent pas les décès de personnes, souvent issues des minorités, qui n’ont pas voulu se déclarer comme malades faute de couverture santé, relèvent plusieurs organismes observateurs. Or, les Afro-Américains sont souvent la minorité la plus défavorisée dans de nombreux États, et en mauvaise santé relativement à d'autres populations, ce qui contribuerait à leur surreprésentation dans les statistiques de décès provoqués par la Covid-19 ; par exemple, à la mi-avril 2020, les Noirs représentaient 40 % des décès dus à la Covid-19 dans l'Illinois alors qu'ils n'étaient que 15 % de la population de cet État.
De manière plus générale, et au-delà de la seule pandémie, une étude sur la mortalité infantile post-opératoire publiée en 2020 est un révélateur montrant que les enfants Afro-Américains sont un peu plus exposés aux complications médicales (13,8% chez des enfants blancs et 16,9% chez des enfants noirs ; décès très rares mais 3,5 fois supérieurs chez les enfants noirs : 0,07% contre 0,02% chez les enfants blancs). Les causes potentielles évoquées dans cette étude sont à la fois médicales et socio-économiques : propension supérieure des Afro-Américains à développer des complications ; comorbidités ; problèmes de communication avec le corps médical ; racisme conscient ou inconscient des médecins (notamment pour la reconnaissance de la douleur) ; pauvreté et accès limité aux soins ou aux établissements de qualité.

### Événement déclencheur
Le 25 mai 2020, George Floyd, un homme afro-américain de 46 ans, est menotté et interpellé à la suite de l'intervention d'une équipe de policiers. Il est soupçonné d'avoir utilisé un faux billet de vingt dollars. Pendant neuf minutes, George Floyd est plaqué au sol sur le ventre, le policier Derek Chauvin le maintenant notamment d'un genou sur la nuque. Malgré les interpellations des passants et les protestations de l'homme au sol, il finit par perdre connaissance et est déclaré mort moins d'une heure plus tard à l'Hennepin County Medical Center (en).
Une vidéo de l'interpellation provoque un grand émoi dans le pays et des manifestations sont organisées dès le 26 mai.

## Déroulement

### Mai

#### 26 mai
Vers midi une foule de quelques centaines de personnes manifestent devant le poste de police de la 3e circonscription de Minneapolis pour exprimer leur indignation concernant les violences policières,. Des manifestants vandalisent le commissariat et des voitures de police sont caillassées. À 20 heures, la police en tenue anti-émeute disperse la foule avec des tir de gaz lacrymogènes.

#### 27 mai
Des manifestations ont lieu sur l'avenue Chicago Sud à Minneapolis. La police utilise du gaz lacrymogène et tire des balles en caoutchouc sur la foule. Des dégradations ont lieu en début de soirée sur l'AutoZone situé sur East Lake Street qui finira par être incendié. Un magasin Target situé à proximité est pillé par une foule d'une centaine de personnes. Un homme est tué par balle par un prêteur sur gages qui pensait qu'il cambriolait son commerce.

#### 28 mai

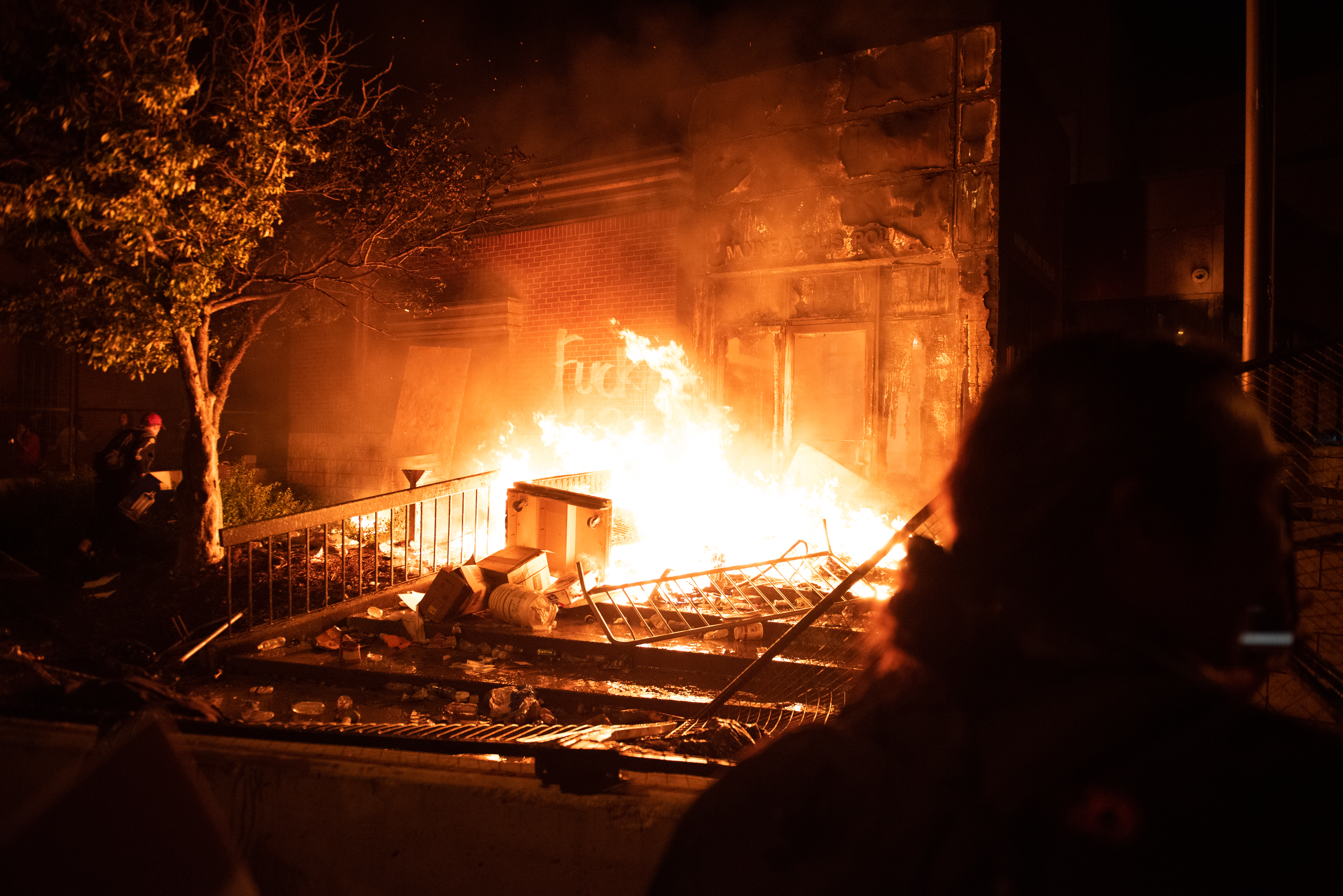
Incendie du poste de police du 3e district.

L'état d'urgence est décrété à Minneapolis par le maire Jacob Frey et le gouverneur du Minnesota Tim Walz déploie 500 soldats de la garde nationale de l'État dans le secteur, la plus grande mobilisation depuis la seconde guerre mondiale.
En matinée, une trentaine de commerces de Minneapolis sont endommagés par des émeutiers. À Saint Paul, un magasin Dollar Tree et un Target sont pillés et un restaurant Wendy's incendié. Le département de police de Saint-Paul signale que 170 commerces ont été endommagés ou pillés et que des dizaines d'incendies ont été allumés[réf. nécessaire].
Dans la soirée, des manifestants mettent le feu à des bâtiments voisins du poste de police du 3e district. Les clôtures entourant l'installation sont démolies et la police utilise des gaz lacrymogènes pour tenter de disperser les manifestants sans y parvenir. Vers 22 heures, le bâtiment du 3e district est envahi par les manifestants à la suite de la fuite de policiers sous les jets de projectiles. Le bâtiment est pillé, tagué, saccagé et incendié.
Dans les décombres d'un commerce de prêt sur gage incendié, à quelques rues du poste de police, un corps brûlé est retrouvé le 20 juillet.
Des manifestations ont notamment lieu à Denver, New York, Phoenix et à Columbus, en Ohio.

#### 29 mai
Jacob Frey tient une conférence de presse concernant les émeutes où il condamne les actions des manifestants comme étant « inacceptables ». Frey déclare que les personnes engagées dans les émeutes seront « tenues responsables » des dommages causés à la communauté et que Minneapolis est « forte comme l'enfer ».
Dans la matinée, le reporter de CNN Omar Jimenez et son équipe de tournage sont arrêtés par des agents de la patrouille de l'État du Minnesota en plein direct à la télévision. Jimenez s'est identifié comme journaliste ainsi que l'équipe mais les autorités ont déclaré que l'équipe n'avait pas suivi les ordres et les ont retenus quelques heures le temps que CNN publie une déclaration affirmant que cette arrestation violait les droits du premier amendement des journalistes. L'équipe est libérée dans la journée après une intervention du gouverneur du Minnesota, Tim Walz.
À Détroit, un individu fonce dans des manifestants avec une voiture et ouvre ensuite le feu contre eux, tuant un manifestant de 19 ans avant de prendre la fuite. Un officier de police est tué et un autre est blessé lors d'une fusillade (en), sur le lieu d'un rassemblement à Oakland. La police suspecte le mouvement insurrectionnel d'extrême-droite Boogaloo d'avoir commis l'attaque pour faire accuser les manifestants noirs de Black Lives Matter et ainsi essayer de déclencher une guerre civile.

#### 30 mai
Des manifestations ont lieu dans au moins 30 villes aux États-Unis.

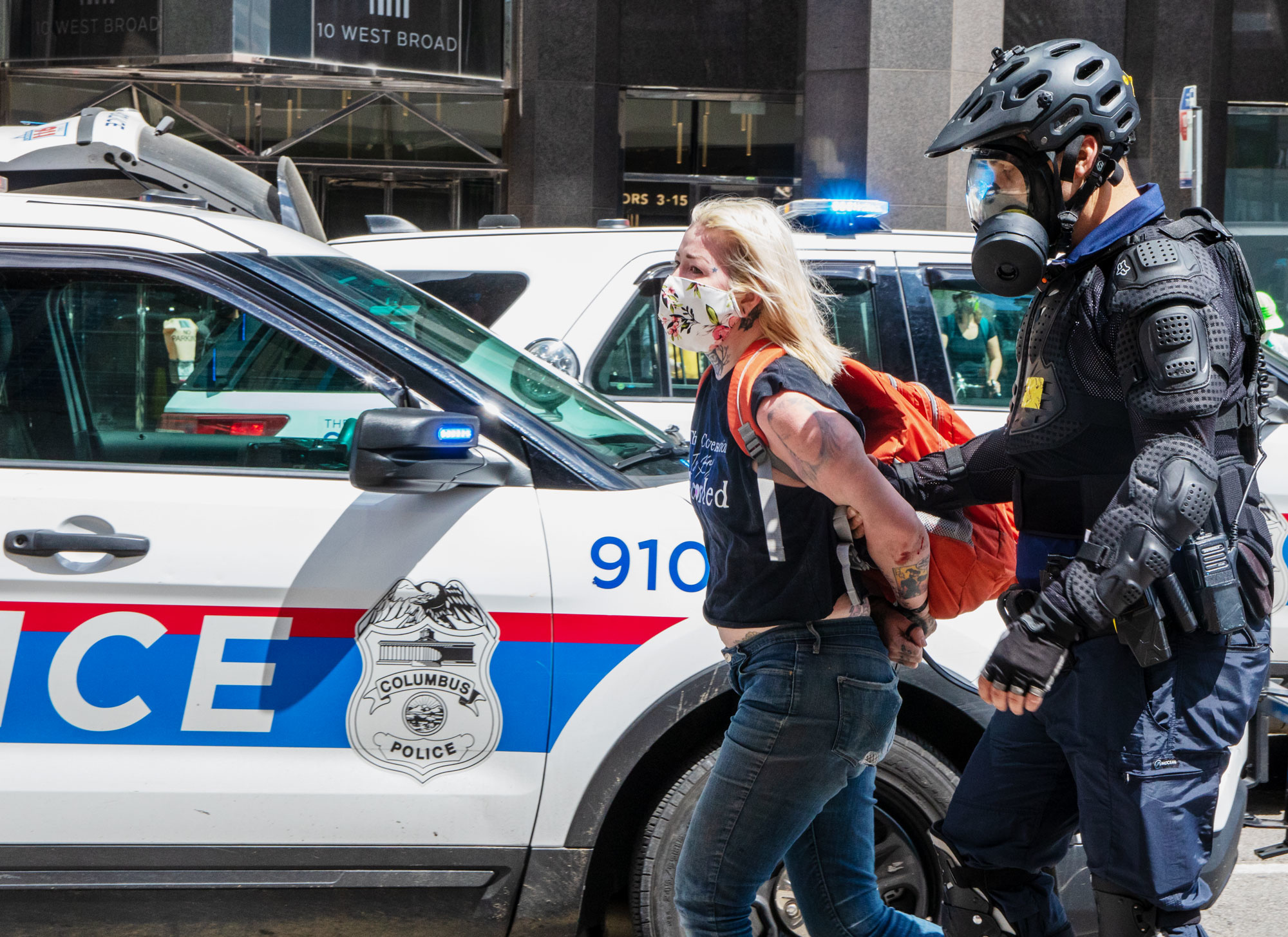
Une manifestante est arrêtée à Columbus, dans l'Ohio, le 30 mai 2020.

Des centaines de manifestants convergent en direction de la Maison-Blanche à Washington D.C. Le Secret Service « verrouille » le bâtiment présidentiel et les services de sécurité de la Maison-Blanche sont placés en état d’alerte et de vigilance par mesure de sécurité.
De très nombreux incidents touchent la Californie. À Los Angeles, des milliers de personnes défient le couvre-feu imposé par les autorités locales et vandalisent, incendient et pillent de nombreux commerces. À la suite de dégâts causés sur des véhicules de police et des agressions sur des policiers, la maire de San Francisco London Breed déclare un couvre-feu immédiat jusqu'à 5 heures du matin ; « Ce que nous voyons ce soir — la violence, le vandalisme et les crimes commis dans notre ville, pas contre la propriété mais contre d'autres personnes — est quelque chose que nous ne tolérerons pas ». À partir de 20 heures 30 sur la Bay Street de Emeryville, plusieurs établissements, dont H&M, Best Buy, GameStop, sont la cible de pillards. Des centaines de personnes parviennent à dévaliser les magasins et à emporter avec eux des téléviseurs, des téléphones ou des vêtements.
Deux voitures de police foncent dans la foule à New York ou des poubelles sont incendiés, une camionnette de la police vandalisée et au moins deux douzaines d'arrestations effectuées.

#### 31 mai

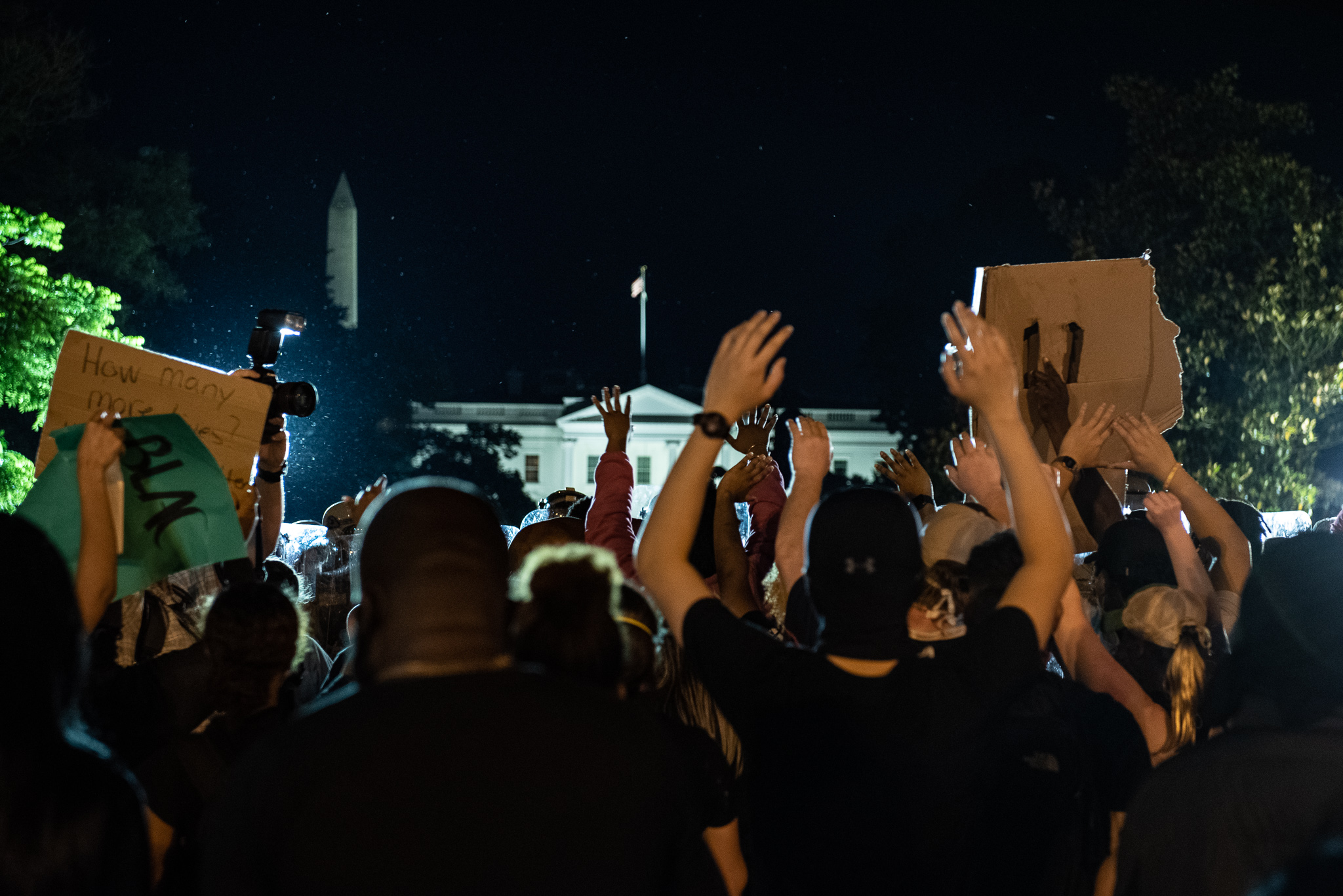
Des manifestants à Washington devant la Maison-Blanche dans la nuit du 31 mai au 1er juin 2020.

Des centaines de manifestants affrontent la police devant la Maison-Blanche. Des incendies sont allumés, des voitures retournées et incendiées et des magasins sont pillés et détruits par dizaines en centre-ville. Le Président Trump et sa famille sont conduits rapidement dans le bunker situé sous le palais présidentiel par les services secrets. Des scènes d'émeutes ont lieu dans Washington et dans le Square Lafayette pendant toute la nuit.
À Philadelphie, des projectiles et des cocktails Molotov ont été lancés vers les policiers.
À Boston, des affrontements ont eu lieu entre manifestants et policiers. Sept policiers ont été hospitalisés et une quarantaine de manifestants ont été arrêtés.
En Californie, des pillage ont eu lieu dans une vingtaine de villes.
À New York, 350 personnes ont été arrêtés et 30 policiers ont été blessés dans des confrontations avec des manifestants à Manhattan et à Brooklyn.

### Juin

#### 1erjuin
Le Président Donald Trump se rend à pied de la Maison-Blanche à la St. John's Episcopal Church, entouré par son équipe et accompagné de l'Attorney général Bill Barr. Le Président prend la pose devant l'édifice religieux menacé par un feu la veille avec une Bible à la main, alors que les manifestants sont à quelques rues de là. Il regagne ensuite le palais présidentiel. Quelques minutes plus tôt, lors d'une brève allocution, il avait menacé d'envoyer l'armée en cas de nouvelles violences, puis déclare avoir déployé « des milliers de soldats lourdement armés à Washington pour rétablir l'ordre ». Les manifestants ont été tenus à l'écart du palais présidentiel par la police militaire toute la soirée. 300 manifestants sont mis en état d’arrestation dans la soirée.
À New York plusieurs grands magasins de la Cinquième Avenue sont pillés.

#### 2 juin

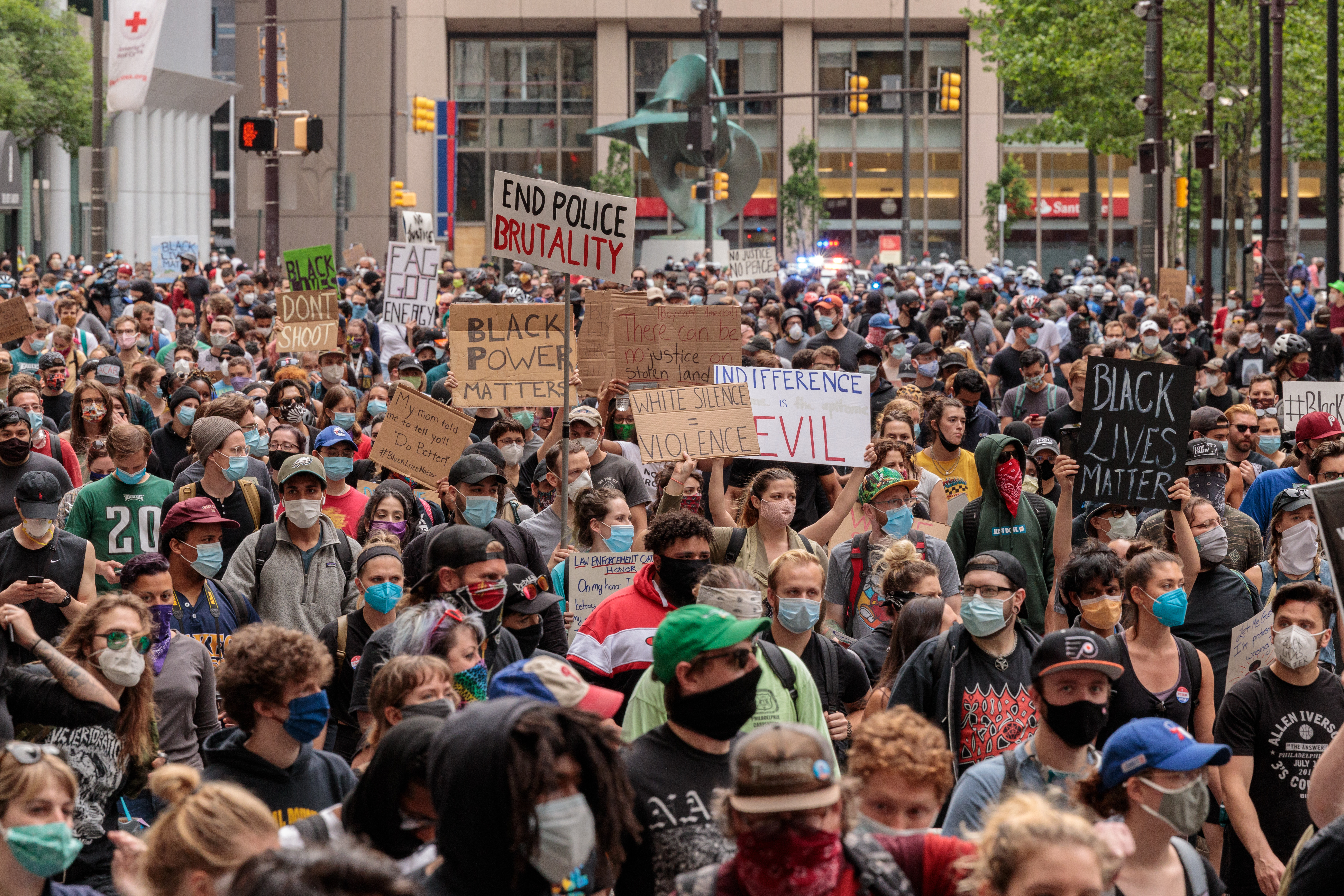
Manifestants masqués à Philadelphie le 2 juin 2020.

Les manifestants sont revenus devant la Maison-Blanche, au lendemain de la charge de la police dans Lafayette Square ordonnée par l'Attorney général Bill Barr, qui avait dispersé la foule à coup de grenades lacrymogènes et assourdissantes afin de permettre à Donald Trump d'aller à pied avec son entourage se faire photographier devant l'église Saint-John. Les manifestants étaient de retour devant les grilles de sécurité qui ont été rajoutées autour de la résidence présidentielle, et qui bloquent l'accès au parc. L'ambiance était pacifique[réf. nécessaire] et un peu moins agressive que pendant le week-end. Plutôt jeune, composée d'une majorité de blancs, la foule brandissait des panneaux en carton avec le slogan dorénavant fameux à la mémoire de George Floyd : Je n'arrive pas à respirer (I can't breathe), aussi repris sur des maillots et des masques de protection. Les vies noires comptent (Black Lives Matter), parfois réduit à son acronyme BLM, était aussi présent partout, sur les tee-shirts et les pancartes, tracés sur le bitume à la craie de couleur, ou à la bombe de peinture. Malgré un couvre-feu qui a pris effet à 19 h, les manifestants ont passé une partie de la nuit devant le palais présidentiel. La sénatrice démocrate Elizabeth Warren brise à cette occasion le couvre-feu instauré. À Minneapolis, Terrence Floyd, frère de George Floyd, appelle au calme dans les rues, affirmant que la violence « ne va absolument pas ramener mon frère ».

#### 3 juin
Des milliers de manifestants pacifiques se réunissent devant la Maison-Blanche à Washington D.C, malgré un couvre-feu instauré par la maire Muriel Bowser. Quelques tensions sporadiques éclatent entre la police antiémeute et les manifestants du mouvement Black Lives Matter. Des militaires sont déployés autour du palais présidentiel et bloquent les rues alentour, sans jamais intervenir auprès des manifestations. Les manifestants se dispersent sans difficulté un peu plus tard dans la nuit.
Trois militants d’extrême droite sont inculpés pour « incitation à la violence ». Selon des médias américains[Lesquels ?], des militants d'extrême droite, parfois lourdement armés, se sont infiltrés dans de nombreuses manifestations afin de déclencher des violences.

#### 6 juin
Un demi-million de personnes se rassemblent dans 550 endroits. Au minimum 50 000 personnes à Philadelphie, 20 000 dans le Union Park de Chicago, et 10 000 sur le pont du Golden Gate, à San Francisco.

#### 7 juin
À Washington, le sénateur républicain de l'Utah et ancien candidat à l'Élection présidentielle américaine de 2008 Mitt Romney décide de participer à une manifestation de 1 000 à 1 500 évangélistes qui protestaient contre la menace du président Trump de déployer l'Armée contre les manifestants. Avant lui, d'autres chefs de file républicains s'étaient aussi positionnés contre cette menace et s'étaient désolidarisés de Trump. De manière plus générale, ce geste de Trump semble avoir été le premier de tout son mandat à avoir entraîné une baisse significative de sa popularité auprès de son propre électorat.
Alors que la manifestation contre les violences policières et le racisme à Seattle se déroule dans le calme, vers 20 h 30, un homme fonce en voiture sur les manifestants. Un d'entre eux court à la vitre de la voiture pour tenter de l'arrêter, mais le conducteur lui tire dessus. Pendant que d'autres manifestants se précipitent pour aller aider le blessé, le conducteur sort avec son pistolet puis va se rendre à la police. Le manifestant blessé doit être hospitalisé, et se trouvait dans un état stable le soir.
La camionnette du membre du mouvement insurrectionnel d'extrême-droite Boogaloo Steven Carrillo est repérée sur une route à la périphérie de Ben Lomond (Comté de Santa Cruz, Californie). Celui-ci est suspecté d'avoir commis la fusillade devant le tribunal du Comté de Santa Cruz à Oakland qui avait coûté la vie à un policier et blessé un autre (lire ci-dessus). La police du comté tente alors de l'interpeller, mais Carrillo les attaque avec un AR-15 et des bombes artisanales qu'il transportait dans son véhicule. Tuant un policier (le sergent Damon Gutzwiller 38 ans) et en blessant trois, il abandonne son véhicule et tente de carjacker un autre, avant d'être blessé par balles et arrêté vivant. Les enquêteurs pensent qu'au moment de son interpellation, il était en route pour commettre un attentat d'ampleur, d'autant plus qu'en plus du AR-15, un atelier de fabrication de bombes artisanales et un gilet pare-balles sont retrouvés dans la camionnette. Le fait que Carrillo ait écrit le slogan du mouvement Boogaloo et ait commencé à écrire « boog » avec son sang lors de son arrestation, et qu'il avait cousu un patch au nom du mouvement sur son gilet pare-balle, semble indiquer qu'il a agi au nom de ce mouvement, et que celui-ci comptait infiltrer les manifestations pour déclencher une guerre civile.

#### 8 juin

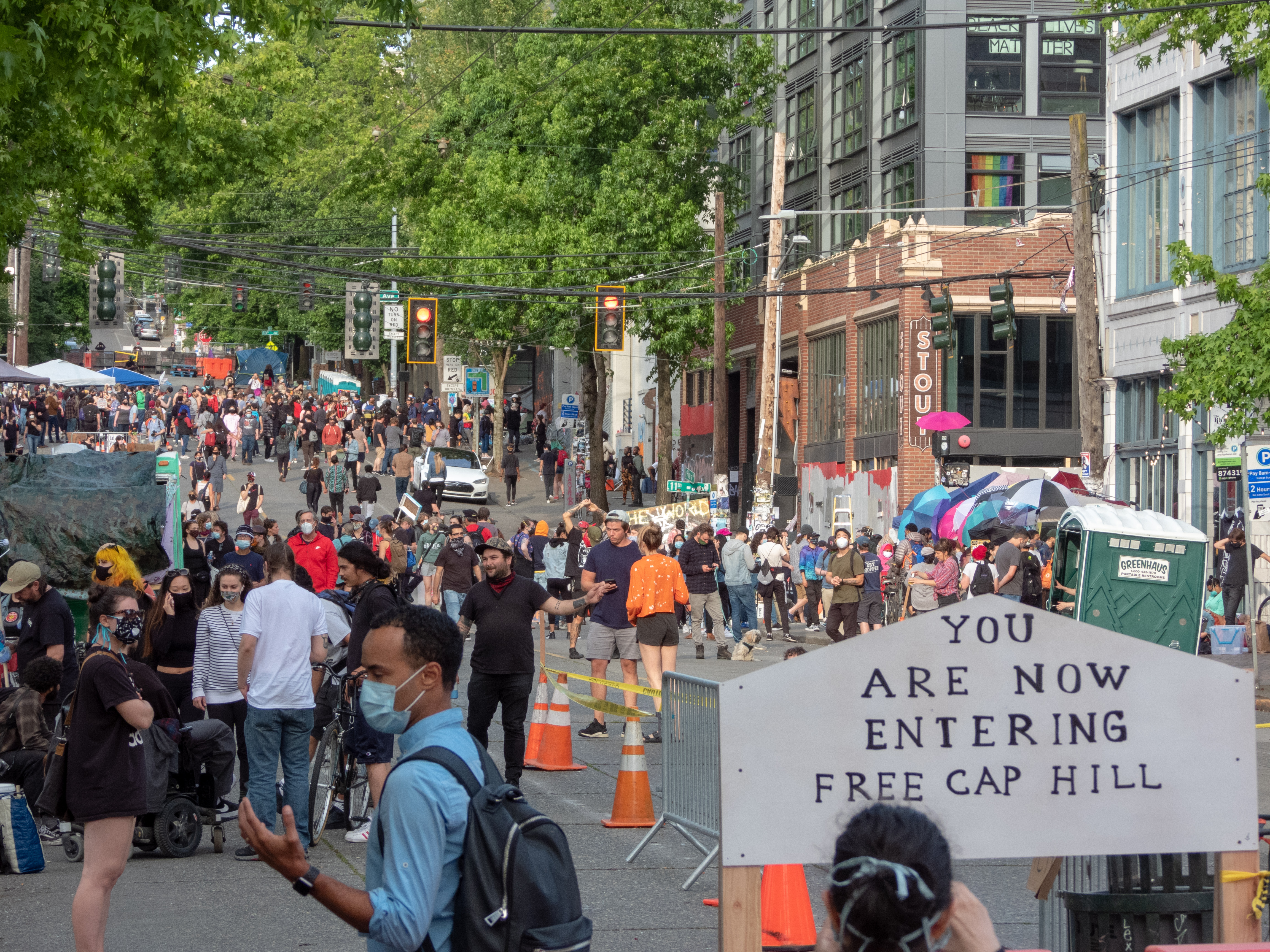
Le 8 juin 2020, la zone autonome sans police de Capitol Hill a été créée dans le quartier de Capitol Hill à Seattle.

Devant l'impossibilité de réformer la police de Minneapolis, le conseil municipal (neuf des 13 membres), le maire Jacob Frey et le chef de la police Madaria Arradondo se mettent d'accord pour démanteler la police de la ville et redistribuer ses fonds à des associations citoyennes. Cette décision extrême est prise à cause de l'opposition du syndicat de police de la ville, qui couvrait toutes les bavures racistes, et dont le chef Bob Kroll bloquait systématiquement les tentatives de réforme et maintenait activement une attitude guerrière, violente et trumpiste, ainsi qu'un climat de méfiance envers la population afro-américaine. Devant l'impossibilité de réformer les accords syndicaux, qui eux-mêmes empêchaient de rénover la police, la dissolution a paru être la seule solution restante aux hommes politiques locaux.

#### 11 juin
Le chef d'état-major, le général Mark A. Milley, dit regretter de s'être montré aux côtés de Trump quand il avait menacé d'envoyer l'Armée disperser les manifestants, afin de faire comprendre qu'il ne soutient pas la menace émise par le président.

#### 14 juin
Un conducteur afro-américain de 27 ans, Rayshard Brooks, est abattu lors de sa tentative d'interpellation à Atlanta. Il s'était endormi sur le chemin du drive-in d'un Wendy's et était probablement alcoolisé. La police a été appelée car il bloquait les autres automobilistes. Selon les caméras de vidéosurveillance, lorsque les policiers arrivent, Brooks vole le taser de l'un d'eux, et tente de s'enfuir à pied. Un des policiers lui tire dessus à balles réelles alors que le fuyard fait volte-face. Une autre vidéo révèlera plus tard que le policier qui avait tiré, Garrett Rolfe, avait de plus donné un coup de pied à Brooks une fois à terre. Brooks décède à l'hôpital peu après une opération. La maire de la ville, Keisha Lance Bottoms, annonce que la cheffe de la police d'Atlanta, Erika Shields, lui a présenté sa démission, et le policier auteur des tirs mortels doit être démis de ses fonctions. Dans la soirée, des manifestants bloquent une autoroute de la ville, tandis que le Wend'y's à côté duquel se sont passés les faits est incendié,.

#### 17 juin
L'autopsie confirmera que Rayshard Brooks est mort de deux balles dans le dos. Après avoir conclu que Brooks ne représentait ni une menace de mort ni une menace de blessure grave au moment où il a été tué, le procureur du comté de Fulton, Paul Howard, inculpe Garrett Rolfe, le policier auteur des tirs mortels contre Brooks, de onze chefs d'inculpation dont meurtre. Un autre policier présent sur les lieux du drame, Devin Brosnan, est inculpé d'agression et de violation de sa prestation de serment, notamment parce qu'il s'est tenu debout sur le blessé. Un mandat d'arrêt est émis contre les deux hommes, qui ont une journée pour se rendre.

#### 19 juin
À l'occasion du Juneteenth, fête non-officielle de la fin de l'esclavage (sauf au Texas où elle est officielle puisque sa date a été choisie en référence à la libération des esclaves de cet État), des manifestations Black Lives Matter ont lieu à travers tout le pays.
Donald Trump devait tenir un meeting électoral à Tulsa, ville où ont eu lieu les pires massacres d'Afro-Américains de l'Histoire des États-Unis en 1921. Mais le fait d'organiser un meeting dans cette ville à cette date, durant ce mouvement social et alors que Trump est déjà fréquemment accusé de complaisance avec les suprémacistes blancs, déclenche tellement de réactions indignées que le meeting est reporté au lendemain.
Dans la nuit du 19 au 20 juin, des manifestants déboulonnent et abattent la statue d'Albert Pike à Washington.

#### 20 juin
Alors que Donald Trump fait son meeting électoral à Tulsa, en Oklahoma, (malgré les recommandations contre le Covid-19 et alors même que six des organisateurs du meeting y avaient été testés positifs), environ mille manifestants anti-trumpistes et de Black Lives Matter manifestent devant la salle où il y a lieu. Peu avant, un autre rassemblement de Black Lives Matter avait lieu dans un parc de la ville.

#### 27 juin
Durant le mouvement, la ville de Louisville (Kentucky) est l'une des villes qui connaît le plus de manifestations. En mars 2020 la ville avait connu une bavure raciste, lorsque la police avait tué une Afro-Américaine, Breonna Taylor, de huit balles dans son sommeil alors qu'ils cherchaient une personne qui n'habitaient plus à cette adresse,. De plus, le 2 juin, David McAtee, célébrité locale d'un quartier défavorisé à majorité noire, avait été aussi abattu par la police car il était sorti lors du couvre-feu, et son corps avait été laissé dans la rue pendant douze heures, ce qui avait choqué la ville. Le contexte local faisant de la ville un des endroits où les manifestations Black Lives Matter sont les plus régulières. Le 27 juin, un ou deux individus tirent sur des manifestants pacifiques dans le parc Jefferson Square, avant de prendre la fuite,. L'un des manifestants est grièvement blessé et meurt à l'hôpital,. Selon le journal local Louisville Courrier Journal l'attaque a été menée par un « groupe patriote armé » opposés aux manifestants,.

#### 28 juin
Des nouvelles manifestations ont lieu.
À Saint-Louis (Missouri), cinq cents personnes manifestent pour demander la démission de la maire démocrate de la ville, Lyda Krewson, car celle-ci avait publié une vidéo Facebook où elle lisait une liste de noms de personnes qui souhaitaient diminuer ou supprimer les fonds de la police, une des demandes du mouvement. Durant la manifestation, un couple blanc, Mark et Patricia McCloskey, avocats des droits civiques supportant la cause Black Lives Matter, sortent de leur maison et menacent des manifestants violents qui ont pénétré dans une propriété privée, en les mettant en joue avec un pistolet et une carabine M4, pour se protéger. Les manifestants préfèrent les ignorer afin d'éviter que la situation ne dégénère. Une vidéo de l'altercation est partagée puis supprimée par Donald Trump.
Le Congrès du Mississippi vote le retrait de l'étendard confédéré de leur drapeau (à la Chambre des représentants du Mississippi 91 voix pour et 23 contre, au Sénat du Mississippi 37 voix pour et quatorze contre), le dernier drapeau d'un État américain à le conserver, alors que l'étendard des Confédérés est souvent considéré ou utilisé comme un symbole de l'esclavage ou du racisme.
Dans la soirée, une manifestation pacifiste a lieu à Détroit (Michigan). Une voiture de patrouille renverse douze manifestants, certains doivent être hospitalisés, selon la police il s'agit d'un accident.
Le même soir, la militante française Assa Traoré, leader du mouvement Justice pour Adama, reçoit le prix américain BET Global Good pour son engagement.

#### 30 juin
Après un usage excessif de la part de la police de la ville, le maire de Portland Ted Wheeler leur interdit d'utiliser du gaz lacrymogène, sauf en cas d'émeute. Cette consigne ne sera pas respectée par les policiers municipaux et fédéraux.

### Juillet

#### 3 juillet
Le président Donald Trump, distancié par son rival démocrate Joe Biden dans les enquêtes d'opinion à propos de l'élection présidentielle de 2020, organise un feu d'artifice et un événement politique, meeting électoral de fait, devant le mont Rushmore, pour essayer de remobiliser ses partisans. Pour ce faire, il évite autant que possible de parler de la gestion de la pandémie de Covid-19 par son administration, alors que les États-Unis sont alors le pays le plus touché en Amérique par le covid-19 et que sa bru y a été testée positive, et se concentre surtout les manifestations Black Lives Matter. Il assimile les manifestations à l'extrême-gauche voire à « un fascisme de gauche », et à propos du déboulonnage de statues de généraux confédérés il dénonce « une campagne visant à effacer notre histoire, diffamer nos héros, supprimer nos valeurs et endoctriner nos enfants ». Selon les observateurs, Trump organise des événements grandioses, et essaye d'utiliser le mouvement antiraciste afin d'instiguer la peur chez son électorat et le mobiliser pour lui. Avant l'événement, des représentants des tribus Sioux ont manifesté pour protester contre l'organisation d'un événement ici, car ils considèrent les Black Hills comme sacrées, et pour certains le mont Rushmore est vu comme un symbole de suprémacisme blanc en raison des liens de son architecte avec le Ku Klux Klan.

#### 4 juillet
À l'occasion du Jour de l'Indépendance, la fête nationale des États-Unis, une célébration (critiquée du fait d'être organisée en pleine pandémie de covid-19) est organisée à la Maison-Blanche. Lors du discours du 4-Juillet, globalement assez classique, le président Trump s'en prend de nouveaux aux manifestants antiracistes, qu'il assimile à l'extrême gauche, pour les opposer à son électorat. Pendant ce temps, une manifestation antiraciste pacifique se déroule à Washington, passe près de la Maison-Blanche, sans pouvoir pour autant passer juste à côté en raison de l'important dispositif policier déployé autour de la cérémonie. La manifestation s'achève sans heurt en atteignant un lieu dénommé Black Lives Matter Plaza par les participants, devenu l'épicentre de la contestation dans la capitale américaine.
À Baltimore (Maryland) une statue de Christophe Colomb est renversée par des manifestants.
À Portland (Oregon) les troupes fédérales du département de la Sécurité intérieure des États-Unis sont déployées pour protéger le tribunal fédéral de la ville, devenu l'épicentre des manifestations de la ville et parfois la cible des émeutiers. Cependant, leurs méthodes utilisées à Portland par la suite, notamment l'usage excessif de gaz lacrymogène, et des arrestations arbitraires dans des véhicules de location banalisés par des individus ne portant pas leur matricule et qui ne se présentent ni comme des agents fédéraux ni n'explique à la personne interpellée pourquoi elle l'est (ce qui sera pris dans un premier temps pour des enlèvements perpétrés par une milice) ne feront qu'attiser encore plus les tensions dans la ville. Dès le jour de leur déploiement, une manifestation pacifique qui voulait tirer des feux d'artifice, puisque c'était la fête nationale, à côté du tribunal est dispersée avec des gaz lacrymogènes, des bombes au poivre, et des balles de caoutchouc ou en mousse, ce qui va immédiatement se traduire par une défiance envers les fédéraux, qui persistera par la suite.

#### 9 juillet
Un immense Black Lives Matter est peint par des militants en lettres géantes jaunes devant la Trump Tower à New York, à l'initiative du maire démocrate de la ville Bill de Blasio, et avec la participation de la figure de la lutte pour la justice raciale le révérend Al Sharpton,.

#### 11 juillet
À Portland, une manifestation a lieu durant la nuit dans le parc en face du tribunal fédéral. Elle est dispersée par les troupes fédérales du département de la Sécurité intérieure des États-Unis, chargées de protéger le tribunal. La dispersion est polémique, car elle a été faite au moyen d'un usage massif de gaz lacrymogène, alors que les troupes fédérales n'ont le droit d'en utiliser qu'en cas d'émeute. Surtout, un agent fédéral est filmé en train de viser un manifestant au visage avec une arme non-létale non-identifiée, ce qui lui cause des blessures au visage et des fractures du crâne, qui nécessitent une hospitalisation des opérations de chirurgie reconstructrice. Plusieurs manifestants sont arrêtés.

#### 15 juillet
À Portland, une première arrestation menée par des agents fédéraux qui ne portent pas leur matricule et qui ne se présentent pas, qui n'expliquent pas à l'homme interpellé pourquoi il l'est, et qui l'embarquent dans un véhicule de location banalisé, est signalée. Cette interpellation, ne respectant ni les lois fédérales ni celles de l'Oregon, est d'abord prise pour un enlèvement perpétré par une milice. L'homme arrêté et placé en détention sera relâché quelques heures plus tard. Cette méthode sera répétée plusieurs fois dans les jours suivant, ce qui ne fera qu'attiser encore plus les tensions dans la ville.

#### 17 juillet
À Portland (Oregon), des agents fédéraux ont été vus en train d'emmener des manifestants de force dans des camionnettes banalisées. Plusieurs médias, dont Forbes et l'OB Rag (en), ont comparé cette tactique à celle de la Gestapo, la police secrète de l'Allemagne nazie,. Des militants des droits de l'homme et des personnalités politiques locales dénoncent ces méthodes et la procureure de l'État, Ellen Rosenblum, a indiqué qu'elle porterait plainte contre les « tactiques de la peur » des forces fédérales. Le ministre de la Sécurité intérieure, Ken Cuccinelli, reconnaît ces arrestations, expliquant qu'elles étaient menées dans les rues pour protéger les agents fédéraux et emmener les manifestants soupçonnés de violences « dans un lieu sûr pour être interrogés », ainsi qu'empêcher les rassemblements devant le tribunal, devenu l'épicentre des manifestants de la ville.

#### 18 juillet
À Portland, plusieurs manifestations ont lieu dans la nuit en opposition à l'intervention des agents fédéraux, accusés de commettre des violences et d'augmenter les tensions. Dans la plus violente, des émeutiers tentent d'incendier le siège de l'association de la police, avant d'être dispersés par des tirs de gaz lacrymogène. Parmi les événements plus pacifiques, l'un est très remarqué : une femme nue ne portant qu'un masque et un bonnet s'est présentée debout face aux policiers, puis s'est assise devant eux dans une position de yoga qui implique d'écarter les bras et les jambes, ce qui lui a valu le surnom de Naked Athena ("Athéna Nue") aux États-Unis, l'identité de la manifestante n'étant pas connue. Une autre manifestation a eu lieu devant le tribunal fédéral, au cours de laquelle s'est formé un "Wall of Moms" ("Un mur de mamans"), un cordon de mères volontaires qui se déploie entre les manifestants et les forces de l'ordre afin d'éviter un affrontement.

#### 19 juillet
Dans la nuit du 18 au 19, à cause de la colère provoquée par les arrestations par des policiers fédéraux à bord de véhicules de location banalisés qui ne s'identifient pas et qui n'expliquent par les motifs d'arrestations, des émeutes éclatent à Portland, les protestataires tentent de mettre le feu au siège de l'Association de la police de la ville. Le lendemain, le maire de Portland, Ted Wheeler, demande au gouvernement de retirer les forces fédérales, dont il dit qu'elles ne font qu'attiser les violences et causer plus de vandalisme ; de plus, il compare les méthodes d'arrestations de la police à des enlèvements, et les juge « anticonstitutionnelles ». Donald Trump refuse sur Twitter, en disant qu'il tente de protéger les bâtiments fédéraux, ici le tribunal, et fustige les gouvernants locaux.

#### 20 juillet
À Portland, des lasers sont utilisés contre les officiers fédéraux gardant le tribunal fédéral, tandis qu'un groupe d'émeutiers émet des lumières stroboscopiques sur le bâtiment. Un mortier pyrotechnique est tiré à proximité des portes du tribunal, alors que les émeutiers avaient barricadé l'entrée avant, bloquant potentiellement des officiers fédéraux à l'intérieur. Le service des Marshals, qui a envoyé des officiers à Portland, annonce que ses communications radio ont été brouillées, une première depuis le début des émeutes. Les troubles continuent à nouveau jusque tard dans la nuit, et sept personnes sont arrêtées, dont deux pour attaques d'officiers fédéraux et cinq pour avoir refusé d'obtempérer à des directives des officiers. Un officier fédéral est blessé après avoir été touché par une bouteille jetée par les émeutiers.

#### 21 juillet
Lors d'une des manifestations quotidiennes à Portland, la police de la ville utilise une fois de plus du gaz lacrymogène, malgré leur interdiction d'en utiliser en-dehors des émeutes. Cette fois-ci, l'événement est particulièrement remarqué par les médias, car les manifestants ont utilisé des « tortues » de parapluies, des souffleurs de feuilles et des cônes de chantier pour s'en protéger, ce qui est directement inspiré des techniques des manifestants de Hong-Kong en 2014 puis en 2019-2020, manifestations toujours en cours (la tortue de parapluies étant elle-même inspirée de la tortue romaine).

#### 22 juillet
Le maire démocrate de Portland, Ted Wheeler, soutient les manifestations et est sujet à de fortes critiques, à la fois pour le comportement de la police locale jugé trop dur par certains, et pour ce qui a été vu par d'autres comme une incapacité à maintenir l'ordre dans la ville et éviter l'intervention des autorités fédérales. Venu à la rencontre, le soir, de la foule massée devant le tribunal fédéral à qui il affiche son soutien, et qu'il qualifie de « première ligne » contre le président Trump et son administration qui ont envoyé des agents fédéraux dans la ville, il est copieusement hué et insulté. Répondant à des questions, il est critiqué notamment pour les actions de son département de police, le fait qu'il n'ait pas coupé son financement, et pour ne pas avoir déployé les policiers locaux contre les agents fédéraux (plus tôt dans la journée, le conseil municipal avait interdit aux premiers de coopérer avec les seconds). Lors de sa rencontre avec les protestataires, il est touché par des tirs de gaz lacrymogène lancés par les agents fédéraux, mais reste toutefois sur place, alors que des feux sont allumés devant le tribunal et que les agents fédéraux répondent avec des gaz, du spray au poivre et des grenades assourdissantes. Ted Wheeler quittera ensuite les lieux, avant de s'adresser à une foule encore plus grande depuis un balcon, leur affirmant à nouveau son soutien. Face aux agents fédéraux, les protestataires forment une tortue de parapluies et de boucliers improvisés pour se protéger des projectiles, et équipée de souffleurs de feuille afin de chasser les fumées lacrymogènes, et chargent la police en lui jetant des projectiles et en battant des tambours, forçant les agents fédéraux à battre en retraite.
Les autorités fédérales américaines annoncent que trois officiers, qui faisaient du maintien de l'ordre à Portland, ont été blessés plus tôt dans la semaine par des lasers utilisés par des manifestants pour les aveugler, et qu'ils risquaient de ne jamais récupérer la vue. En conséquence, les autorités auraient acheté des visières anti-lasers. Par ailleurs, il est annoncé que les noms des agents sur les uniformes seront remplacés par leurs numéros de badge, après la divulgation de données personnelles d'environ 38 officiers.

#### 23 juillet
À la suite de diverses plaintes et d'une demande de la procureure générale de l'État d'Oregon, le département fédéral de la Justice des États-Unis ouvre une enquête sur les actions de la police fédérale à Portland,.

#### 24 juillet
Comme pour le 21 juillet, les techniques des manifestants de Portland pour se protéger des gaz lacrymogène sont particulièrement remarquées, car elles copient celles des manifestants pro-démocratie à Hong-Kong. Six agents fédéraux sont blessés et une personne est arrêtée.

#### 25 juillet
À Austin dans le Texas, un manifestant est tué par un automobiliste qui a fait feu sur lui, le manifestant ayant approché sa voiture, et, selon l'automobiliste et plusieurs témoins, pointé son arme contre ce dernier. L'automobiliste est ensuite la cible de tirs alors qu'il quittait la scène, et est arrêté puis relâché après avoir appelé la police,.
À Portland, des milliers de personnes manifestent dans plusieurs lieux, et le chef de la police publie un message appelant à la paix et dénonçant les violences commises à travers le pays et justifiées par la situation dans sa ville. Il dénonce également les menaces envers les policiers locaux et les bâtiments de police. Dans la soirée, une barrière installée devant le tribunal fédéral, point focal des manifestations, est brisée, et des agents fédéraux sortant du tribunal fédéral sont la cible de tirs de feux d'artifice. Des grenades lacrymogènes sont lancées contre les protestataires qui les renvoient, et certains tentent de couper les barrières en utilisant des outils électriques. Les autorités déclarent l'émeute durant la nuit, la police dénonçant les violences au centre-ville et demandant aux personnes présentes près du tribunal de se disperser. Agents fédéraux et policiers locaux tentent de disperser la foule devant le tribunal et font plusieurs arrestations.

#### 26 juillet
À Seattle, les manifestations du weekend sont émaillées de violences, la police étant ciblée par des cailloux, des bouteilles, des feux d'artifice et des mortiers, blessant ainsi 21 policiers, pour la plupart légèrement. Au moins 45 personnes sont arrêtées, pour des faits d'attaque de policiers, d'obstruction, et de refus de se disperser.

#### 27 juillet
Le département fédéral de la Justice des États-Unis annonce que 22 personnes ont été arrêtées à la suite des manifestations du weekend précédent devant le tribunal fédéral de Portland, pour des faits d'attaque contre des agents de maintien de l'ordre, de vandalisme, de pillage et d'incendie volontaire.

### Août

#### 1eraoût
À Portland, les manifestations se poursuivent, rassemblant des milliers de personnes, pour la plupart dans le calme. Les troupes fédérales se sont retirées, suivant un accord avec la gouverneure de l'État d'Oregon qui prévoit que la police de l'État soit déployée pour protéger le tribunal fédéral des attaques des manifestants. Dans ce calme relatif, des manifestants assurent qu'ils continueront à se mobiliser, et des dirigeants du mouvement Black Lives Matter les appellent à « recentrer » leurs efforts, et leur demandent de ne plus porter l'accent sur l'exigence de retrait des troupes fédérales, mais revenir sur les demandes initiales de justice raciale.

#### 2 août
À Portland, les manifestations se poursuivent, pour la plupart dans le calme.

#### 7 août
À Portland, la police déclare avoir arrêté 24 personnes lors des manifestations nocturnes après des refus de se disperser ainsi que des jets de pierre, d'œufs durs ou congelés, et des feux d'artifice commerciaux sur des policiers. Quelques manifestants remplissent des frites de piscine de clous et les placent sur la route, causant des dommages importants à un véhicule de police.

#### 8 août
À Portland, des centaines de protestataires se regroupent devant le bâtiment d'un syndicat de police, à l'intérieur duquel certains démarrent un incendie, et la manifestation est dispersée. Lors de la dispersion de la manifestation, trois policiers sont blessés et deux sont hospitalisés. Neuf personnes sont arrêtées.

#### 9 août

##### Portland
À Portland, les manifestations sur la semaine écoulée rassemblent un nombre visiblement plus faible que les manifestations quotidiennes sur une période de deux semaines en juillet contre la présence d'agents fédéraux, qui rassemblaient chaque nuit des milliers de personnes. Malgré le calme espéré à la suite du retrait partiel des agents fédéraux, les manifestations sont violentes.
Le soir du 9 août, des centaines de protestataires s'amassent à nouveau devant un bâtiment d'un syndicat de police, et la police commence presque immédiatement à disperser la manifestation. Les protestaires bloquent la route, incendient des poubelles et les autorités déclarent rapidement l'émeute. Lors de la dispersion de la manifestation, des feux d'artifice de catégorie commerciale sont tirées sur les policiers et en blessent deux. Certains protestataires retournent devant le bâtiment après la dispersion de la manifestation, et la police affirme que la route a été à nouveau bloqueé avec des barrières tandis que des petits feux étaient lancés dans la rue. La police affirme avoir arrêté plusieurs personnes.

##### Chicago
Après des tirs de la police sur un homme noir, une publication appelle à un rassemblement dans le quartier d'affaires de Chicago, où des centaines de personnes pillent des dizaines de magasins, principalement dans le Magnificent Mile, et affrontent la police. Treize policiers sont blessés et des voitures de police sont endommagées. Un passant et un garde de sécurité du métro aérien sont victimes de tirs, le second étant hospitalisé en état critiques. Plus de cent arrestations sont effectuées en relation avec les pillages. Malgré des affirmations de la police et de la maire Lori Lightfoot selon lesquelles la fusillade initiale faisait suite à une confrontation avec un homme de 20 ans qui avait fui la police et tiré sur les agents lors de sa fuite, de nombreux émeutiers pensent que la police a tiré sur un garçon de 15 ans et l'a tué, ce que la maire décrit comme « une rumeur fausse circulant sur les réseaux sociaux ». Black Lives Matter Chicago conteste la version policière des évènements et relance son appel en faveur de réformes de la police de Chicago, que le mouvement accuse de racisme et de techniques abusives,,.

#### 10 août
À Chicago, le mouvement Black Lives Matter organise une manifestation en soutien aux pilleurs et émeutiers arrêtés le 9 août, une banderole encourageant les pillages, qualifiés par une activiste de « réparations » qui accuse la police de mensonge à propos de la fusillade du 9 août. La fondatrice de la section locale du mouvement affirme que les pillages sapent le message du mouvement, tout en condamnant « l'inaction » de la maire Lori Lightfoot en matière de réformes policières. Black Lives Matter Chicago publie un communiqué affirmant que les violences ont été débutées par la police, qui aurait « intimidé et battu des gens pour leur simple présence sur la scène de leur violence [policière] », en référence à la fusillade qui a provoqué l'émeute. Le communiqué critique également la maire, affirmant que « les gens vont continuer à se soulever jusqu'à ce que la police de Chicago soit abolie et que nos communautés noires soient pleinement investies ». Le chef de la police affirme que l'incident de la veille n'était pas une « manifestation organisée » mais constitue de la « criminalité pure » et un « acte de violence contre nos officiers de police et contre notre ville »,. Le pasteur et militant des droits civiques Jesse Jackson, natif de la ville, condamne les pillages, les qualifiant d'« humiliants » et « embarrassants », affirmant que les actions des pilleurs n'avaient rien à voir avec le mouvement pour les droits civiques des Noirs.

#### 15 août

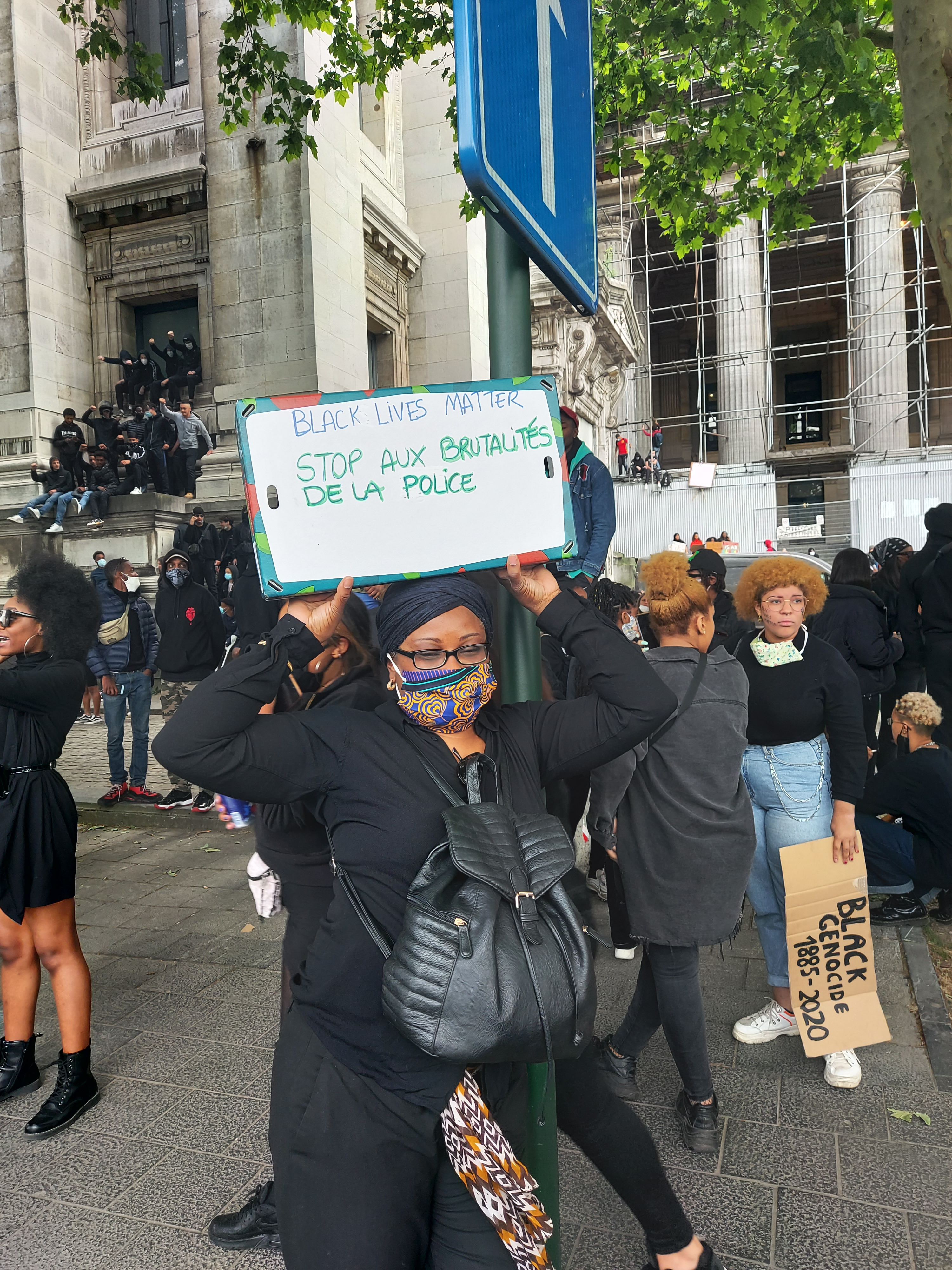
Manifestant avec une pancarte : « Stop aux brutalités de la police ». Manifestation à Bruxelles le 7 juin 2020

À Chicago, des manifestations ont lieu l'après-midi, partant des quartiers sud de la ville en direction du centre-ville, dans le calme et sans violence ni arrestation selon la police. Selon le chef de la police, une manifestation séparée en fin d'après-midi dans le centre-ville est détournée par des « agitateurs », qui auraient utilisé des parapluies noirs pour se cacher et se changer avant « d'attaquer des policiers ». 24 arrestations auraient été faites, dont 4 pour une félonie et 17 policiers auraient été blessés, ainsi que deux protestataires. Des vidéos montrent les manifestants demandant de couper les fonds à la police, d'abolir l'agence fédérale d'immigration (ICE), et de retirer les policiers des écoles publiques. Des ponts sont levés pour empêcher les manifestants de traverser la rivière de Chicago, et la police utilise du spray au poivre sur des parties de la foule.

#### 23 août
Le 23 août, une émeute éclate à Kenosha (Wisconsin) à la suite de sept tirs à bout portant de la police locale sur le dos d'un homme noir de 29 ans, Jacob Blake, lors d'une intervention pour une dispute conjugale dans la rue ; il doit être transporté en hélicoptère à Milwaukee, et survivra grâce aux chirurgiens mais restera paralysé des jambes. Un couvre-feu est déclaré mais il est bravé par des émeutiers qui lancent des incendies.

#### 24 août
Dans la soirée, un millier d'émeutiers se réunissent devant le tribunal de Kenosha malgré le couvre-feu et incendient une camionnette devant le tribunal. Une manifestation a aussi lieu à Minneapolis, la ville où George Floyd avait été tué, et où les protestataires brûlent un drapeau américain, et à New York où 200 personnes manifestent.

#### 25 août
Les émeutes de Kenosha suscitent d'autres émeutes et manifestations qui s'étendent. Une nouvelle manifestation à lieu à Minneapolis (Minnesota). À Madison (Wisconsin), quatre mille personnes manifestent. À New York, quelques centaines de personnes manifestent sur le Pont de Brooklyn en criant le nom de Jacob Blake. À Portland (Oregon), deux bâtiments proches de l'association des policiers de la ville sont incendiés. À Seattle (Washington) des bâtiments sont également incendiés.
À Kenosha même, le couvre-feu est déclaré. Malgré cela, deux cents manifestants se réunissent dans le centre-ville, où des échauffourées éclatent avec la police. En face, la Kenosha Guard, une milice armée originaire de la petite ville d'Antioch (Illinois mais seulement à une trentaine de kilomètres de Kenosha) se rend également à Kenosha, pour « défendre la propriété privée » avec la tolérance de la police. Dans la soirée, deux personnes sont tuées et une est gravement blessée lors d'une fusillade sur un parking en plein air et à proximité de ce dernier, par Kyte Rittenhouse, un adolescent de 17 ans membre présumé d'une milice,,. Le lendemain, un adolescent de dix-sept ans est arrêté dans la ville périphérique d'Antioch et inculpé pour homicide au premier degré.

#### 26 août
La National Basketball Association annule trois matchs pour protester après les évènements de Kenosha.
Après les affrontements et l'attentat de la veille, le gouverneur démocrate du Wisconsin Tony Evers accepte la proposition du président Donald Trump d'envoyer cinq cents éléments de la United States National Guard à Kenosha. Dans la soirée, des émeutes impliquant plusieurs centaines de personnes ont à nouveau lieu dans la ville.

#### 27 août
Alors que Donald Trump s'apprête à accepter l'investiture du Parti républicain pour l'élection présidentielle, des centaines de manifestants antiracistes se rassemblent devant la Maison-Blanche pour demander son départ et celui de son vice-président Mike Pence.

#### 28 août
Pour le cinquante-septième anniversaire du célèbre discours de Martin Luther King sur les droits civiques I have a dream, plusieurs dizaines de milliers de personnes se rendent à Washington, lors d'une manifestation antiraciste intitulée Get Your Knee Out Off Our Necks (« Enlevez votre genou de notre cou ») en référence à la mort de George Floyd. Plusieurs membres des familles Floyd, Blake et King (Martin Luther King III et Yolanda King) y prennent la parole,. Ils demandent l'égalité réelle entre les Noirs et les Blancs, en utilisant comme illustration le fait que Jacob Blake soit resté menotté plusieurs jours à son lit d'hôpital alors qu'il avait perdu l'usage de ses jambes tandis que le policier qui lui a tiré dessus n'a été ni arrêté ni inculpé, ils encouragent les électeurs à se mobiliser à la prochaine élection présidentielle, et ils dénoncent l'absence de condamnation envers la fusillade de Kenosha de la part de Donald Trump. La manifestation est précédée d'une prise de température massive afin de limiter les risques d'une propagation du covid-19 entre les participants.

#### 29 août
Une manifestation a lieu dans le centre-ville de Portland (Oregon) dans l'après-midi. Le même jour, des sympathisants du président Trump organisent un défilé motorisé de contre-manifestation au même endroit, et la tension grimpe entre les deux groupes. En début de soirée, quelques-uns des sympathisants tirent des balles de peinture et du spray au poivre sur des manifestants. Dans la soirée, un homme qui participait à la contre-manifestation, membre du groupe Patriot Prayer (en), un mouvement d'extrême-droite connu pour ses affrontements avec des groupes d’extrême gauche et antifascistes, est tué par balles. Le président Trump publie un tweet en mémoire de la victime. La police enquête ensuite sur un militant antifasciste, Michael Reinoehl, déjà poursuivi en juillet pour possession d'une arme chargée en public, résistance à son arrestation et dérangement de la police lors d'une manifestation à Portland, ainsi que pour possession illégale d'une arme en juin. Sur les réseaux sociaux, le militant s'était déclaré prêt à se « battre » pour les manifestants et les antifascistes, ses « frères d'armes », et aurait été blessé au bras par balle fin juillet lors d'une bagarre entre un homme armé et des jeunes Noirs à Portland, d'après une interview de lui à ce moment. Le tireur présumé est ensuite interviewé par la chaîne Vice le 3 septembre, justifiant le fait d'avoir son homicide par l'autodéfense face à un homme armé d'un couteau. Quelques heures après cette interview, il est tué par la police lors de son arrestation, la police affirmant qu'il avait sorti une arme, et selon deux témoins, tiré avant d'être abattu par la police.

## Protestations dans d'autres pays
À partir du week-end des 30 et 31 mai 2020, les manifestations, jusque-là limitées aux États-Unis, se propagent sur plusieurs continents. Les premières sont organisées à Londres, Berlin, Montréal et Auckland, avant que le mouvement ne s'étende dans plusieurs autres pays d'Afrique, d'Amérique, d'Europe et d'Océanie. Dans certains pays, les mobilisations sont liées avec celles concernant des affaires de violence policière locales : au Canada avec la mort de Regis Korchinski-Paquet (en) ou en France avec celle d'Adama Traoré,.

### Amérique du Nord

#### Canada
Le 31 mai, au moins 10 000 manifestants dénoncent la mort de George Floyd à Montréal. Du vandalisme, des affrontements avec la police antiémeute et des pillages de commerces de rue Sainte-Catherine ont lieu après la manifestation. La même journée une centaine de personnes se rassemblent au Parc provincial de Fish Creek, plusieurs centaines à Vancouver et 200 à Sudbury.
Le 1er juin plus de 1 500 personnes manifestent contre le racisme et la brutalité policière à Calgary, 500 à Moncton, plusieurs centaines à Halifax et environ 1 000 à Red Deer en Alberta.
Le 5 juin, des manifestations ont lieu d'un bout à l'autre du pays. Des manifestations sont notamment organisés à Toronto, Winnipeg, Moncton, Repentigny, Edmonton, Vancouver et Ottawa.
Le 7 juin, des manifestations se déroulent à Montréal, Québec, Sherbrooke, Halifax, Sept-Îles, Rimouski, Yarmouth, Mississauga et Oshawa.
Le 13 juin, 350 personnes se rassemblent à Innisfail en Alberta.

#### Mexique
Le 4 juin 2020, la mort d'un jeune maçon, Giovanni López, blessé par balles aux jambes et battu à mort par au moins 10 policiers municipaux à Ixtlahuacán de los Membrillos (agglomération de Guadalajara, capitale de Jalisco) car il ne portait pas de masque médical provoque une manifestation qui se transforme en émeute et l'attaque du palais du gouverneur à Guadalajara, ainsi que l'apparition d'un mouvement "JUSTICIA para Giovanni", ouvertement inspiré de "Justice for George Floyd" aux États-Unis - certains manifestants surnommant Giovanni López "le George Floyd mexicain",. Les manifestations s'étendent les 2 jours suivants dans plusieurs États du Mexique. Le 5 juin, une manifestation pour demander justice à la fois pour López et Floyd devant l'Ambassade des États-Unis au Mexique ; quelques incidents éclatent et des vitres de l'ambassade sont brisées. Les policiers mexicains répriment la manifestation, et le lendemain la maire de Mexico Claudia Sheinbaum demande d'ouvrir une enquête sur l'agression d'une jeune manifestante de 14 ans par les policiers, qui l'ont frappée à coups de pied au point qu'elle a dû être hospitalisée. Le 7 juin, deux policiers impliqués dans cette affaire sont incarcérés préventivement par le Tribunal Supérieur de Justice de Mexico.
Le 7 juin, une manifestation a lieu à Tijuana pour protester contre les violences policières aux États-Unis et au Mexique, et demander justice à la fois pour López et Floyd.

### Amériques du Sud et centrale

#### Brésil
Le 7 juin 2020 et le week-end suivant, des milliers de Brésiliens manifestent dans les rues de Brasilia, capitale fédérale du Brésil, et d'autres capitales d'État, telles que Rio de Janeiro, Porto Alegre, Recife et Fortaleza. À São Paulo, ils sont environ trois mille à défiler contre le gouvernement de Jair Bolsonaro, le racisme et les violences policières ciblant majoritairement les Noirs habitant les favelas. En réponse aux « Vidas negras importam » (« Black Lives Matter ») scandés par les manifestants, le président brésilien, à l'image de son homologue américain Donald Trump, les qualifie de « voyous » et de « terroristes »,,.
Selon un groupe d'observateurs, réunissant journalistes et universitaires, la police brésilienne est, en 2019, à l'origine de la mort de 5 804 personnes (5 716 en 2018). D'après des statistiques publiées par le quotidien américain The Washington Post, 1 039 personnes ont été tuées par la police aux États-Unis, durant la même année. Bien que l'esclavage a été aboli en 1888, le racisme reste, comme en Amérique, un élément structurant de la société brésilienne contemporaine.

#### Cuba
Le 24 juin 2020, à La Havane, capitale de Cuba, Hansel Hernandez, un Afro-Cubain de 27 ans suspecté de vol est tué d'une balle dans le dos par un policier qu'il venait de blesser. Sur les réseaux sociaux, parmi les réactions à la mort de George Floyd, un message réclamant justice, publié par sa tante, est amplifié par des appels à manifester pour protester contre cet homicide, le racisme et les interventions policières brutales. Contraintes de réagir, les autorités gouvernementales interdisent tout rassemblement. Dans les rues de la plus grande des îles des Antilles, des militaires et des membres de la police nationale révolutionnaire sont déployés pour prévenir toute manifestation,. Le 30 juin, des dizaines d'artistes, tels que Tania Bruguera, de journalistes et d'opposants au régime en place, tels que José Daniel Ferrer, sont arrêtés afin d'empêcher leur participation aux marches protestataires en cours de préparation.

#### Équateur
Une marche de solidarité avec George Floyd a eu lieu le 9 juin à Quito

### Europe

#### Allemagne
2 000 personnes demandant justice pour George Floyd se rassemblent le 30 mai 2020 devant l'ambassade des États-Unis à Berlin.

#### Belgique
Le 1er juin 2020, des manifestations ont eu lieu à Gand et Bruxelles.
Le 6 juin 2020, environ un millier de manifestants manifestent sur l'esplanade de la gare de Liège-Guillemins, à Liège. Après la manifestation environ 300 manifestants se dirigent vers le palais de justice de Liège, sur la place Saint-Lambert, pour mettre le genou à terre, symbole des manifestations contre les violences policières,.
Le 7 juin 2020, une manifestation à Bruxelles rassemble près de 10 000 personnes. Certains manifestants protestent particulièrement contre la violences policières en Belgique, évoquant le noms de plusieurs victimes citées dans de tels dossiers belges. Dans le quartier de la Toison d'Or-Porte de Namur à Ixelles, des violences sont commises contre la police par des manifestants, des magasins voient leurs vitrines détruites et certains sont pillés. Les manifestants, de par leurs violences, causent des blessures à 28 policiers, dont un gravement. La police procède à 239 interpellations, et 7 arrestations judiciaires. La gestion de la manifestation, autorisée par le bourgmestre Philippe Close en dépit des mesures de confinement, est critiquée par divers responsables politiques. Regrettant que la manifestation se soit déroulée de la sorte, la Première Ministre belge, Sophie Wilmès, qui soutenait la manifestation par ailleurs, prend la décision de s'entretenir avec les bourgmestres concernés. Le ministre chargé des indépendants, lui, déplore le saccage et pillage de "nombreux magasins". Cette manifestation, malgré ses dérapages, a cependant été considérée comme un « moment historique » par ses organisateurs.
Dans la ville d'Anvers, de cent à cent-cinquante manifestants sont arrêtés pour non-respect des règles de distance.
Les manifestations sont dénoncées par divers scientifiques épidémiologistes, qui les jugent « dangereuses » sur le plan sanitaire, en raison de l'impossibilité pour les manifestants de maintenir une distance physique entre eux. Ils déplorent également le signal envoyé à la population, soumise jusque-là à des consignes sanitaires très strictes.
Le 3 août 2020, à Bruxelles, des dégradations sont constatées pour la troisième fois dans l'année sur une statue du roi Léopold II dans le parc de l'AfricaMuseum, recouverte de peinture rouge et signée du slogan « BLM II », en référence au mouvement Black Lives Matter.
Le 13 mars 2021 à Liège, une manifestation reprenant le slogan Black Lives Matter se déroule afin de protester face à la brutalité d'une intervention policière envers une femme noire survenue quelques jours plus tôt. À la fin du rassemblement, une centaine de personnes arrivent pour affronter des agents de police durant quelques heures aux alentours de la place Saint-Lambert.

#### Espagne
Le 7 juin 2020, 3 000 personnes manifestent à Madrid contre le racisme.

#### France
Le 1er juin 2020 à Paris un rassemblement silencieux a lieu devant l'ambassade des États-Unis et à Bordeaux un rassemblement réunit 500 personnes.

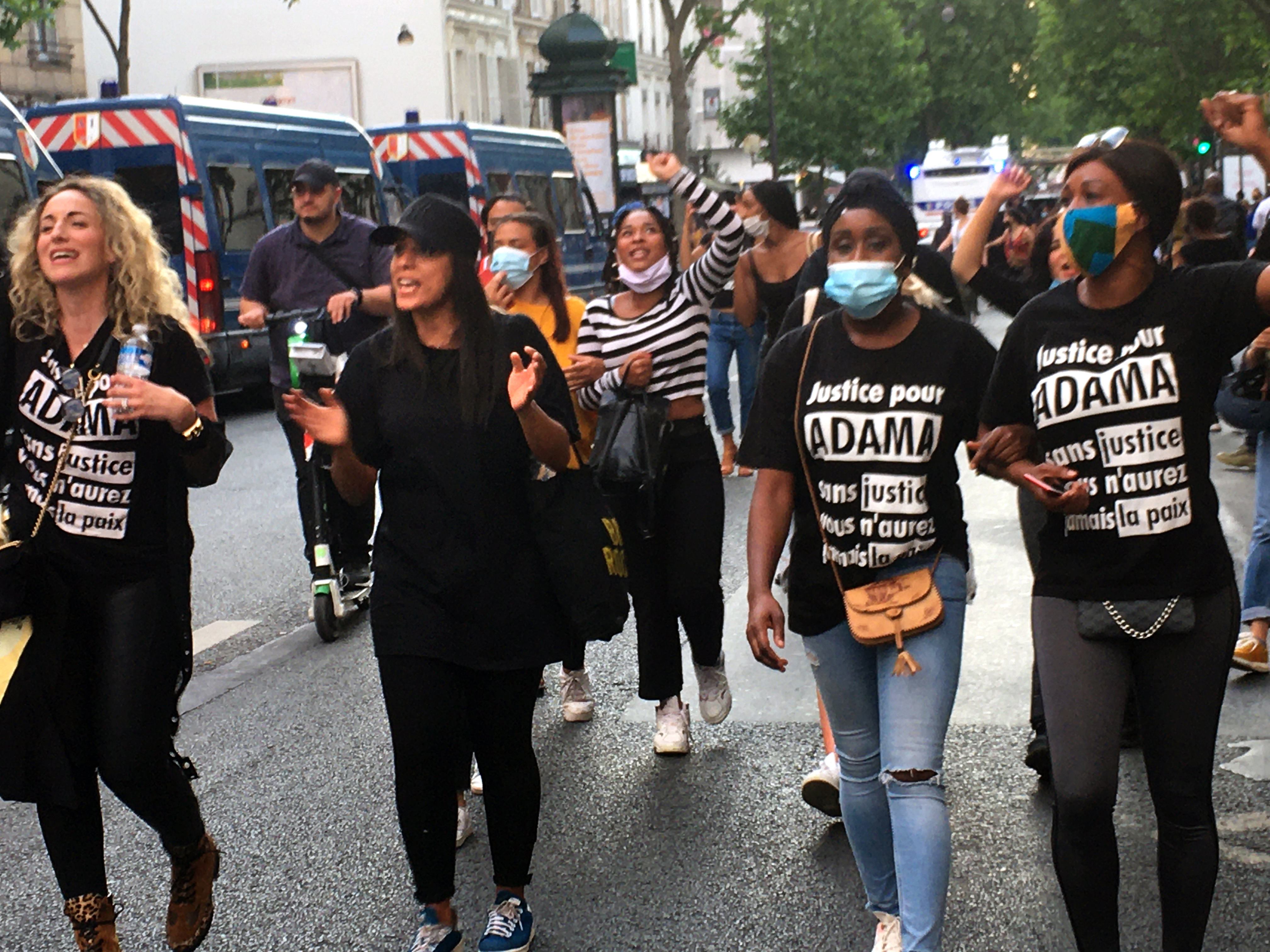
Manifestation du 2 juin 2020 à Paris.

Le 2 juin 2020, plus de 20 000 personnes selon la police, ou 60 000 selon les organisateurs se rassemblent face au Tribunal de Paris à l'appel du collectif vérité pour Adama, malgré l'interdiction des rassemblements à la suite de la Pandémie de Covid-19. La contestation aux États-Unis et une contre-expertise sur les causes du décès de cet homme lors de son interpellation en 2016 donnent un regain d’intérêt à ce cas similaire en France. Les discours sont ponctués de cris de la foule comme "police, assassins" et "tout le monde déteste la police". Dans la soirée, à la fin du rassemblement, des incidents ont lieu autour de la porte de Clichy, à la suite d'incendies de matériel de chantier, des dégradations de mobilier urbain, et une tentative de blocage par de nombreux manifestants du boulevard périphérique. La police disperse la foule à l'aide de grenades lacrymogènes et interpelle 18 personnes.
Le 3 juin 2020, au moins 2 000 personnes se réunissent à Toulouse et 5 000 à Montpellier. Des heurts entre les CRS et les manifestants éclatent dans la soirée à Toulouse. Les policiers ont dû courir après plusieurs petits groupes d’individus encapuchonnés, qui ont dégradé du mobilier urbain ou incendié des poubelles, avant de faire usage de grenades lacrymogènes. Un pot de peinture est lancé sur l'Hôtel de ville, brisant une fenêtre et endommageant le parquet. Le maire exprime sa colère et annonce le dépôt d'une plainte de la mairie. Selon un témoin non identifié à la fin de la manifestation, une poignée de manifestants sont allés directement au contact avec les forces de l'ordre qui étaient en retrait.
Le 6 juin 2020, plus de 23 500 personnes ont manifesté dans toute la France, dont 5 500 personnes à Paris contre les violences policières selon des chiffres du ministère de l'Intérieur. À Metz, à la fin d'une manifestation rassemblant 800 personnes, des manifestants tentent de forcer la porte du palais de justice, et jettent un caillou au visage du procureur de la République venu constater les dégâts, le blessant légèrement. Quatre membres des forces de l'ordre sont blessés.
Le 13 juin 2020, pendant que 20 000 personnes manifestent à Paris contre les violences policières à l'appel du collectif « Vérité et Justice pour Adama », une dizaine de membres de membres du mouvement Génération identitaire déploient depuis le toit d'un immeuble qui fait face à la foule de manifestants une banderole en ou est inscrit « Justice pour les victimes du racisme anti-blanc. White Lives Matter. ». Après avoir utilisé des feux à main, les militants identitaires se laissent interpeller par la police avant qu'il n'y ait de confrontations avec les forces de l'ordre ou les manifestants.
Le 30 juin, un drapeau confédéré est remarqué à une fenêtre donnant sur la rue d'une caserne de police, probablement accroché ici par opposition au mouvement Black Lives Matter.

#### Italie
Le 7 juin 2020, des milliers de personnes se sont agenouillées à Rome, en silence, le poing levé, pendant neuf minutes, le nombre de minutes durant lesquelles le policier a laissé son genou sur le cou de George Floyd

#### Irlande
Le 31 mai 2020, une manifestation rassemblant 150 personnes a lieu dans la capitale irlandaise Dublin. Des milliers manifestent dans la même ville le lendemain.
Le 6 juin des centaines de personnes se rassemblent à Galway, 250 à Limerick et plusieurs centaines manifestent à Waterford.

#### Pays-Bas
Le 1er juin 2020, un rassemblement regroupe des milliers de personnes à Amsterdam.

#### Royaume-Uni
Le 31 mai 2020, des milliers de manifestants à Londres et une centaine à Manchester rendent hommage à George Floyd.
Le Liverpool Football Club apporte également son soutien aux manifestants.
Le 7 juin 2020, 10 000 personnes se rassemblent à Bristol, la statue d'Edward Colston à l'effigie du négrier du même nom, Edward Colston, est renversée puis jetée dans le canal,. Durant tout le week-end, plusieurs manifestations ont eu lieu dans le pays. Le 15 juillet, le sculpteur Marc Quinn place, sans autorisation de la ville, sur le socle laissé vide A Surge of Power (en) ("Une montée en puissance"). Il s'agit d'une statue en acier noir représentant Jen Reid, une des manifestantes qui avait participé au déboulonnage puis qui avait été prise en photo le poing levé sur le socle. A Surge of Power la reproduit dans cette position. L’œuvre est retirée par le conseil municipal le lendemain - après que Reid ait pu venir l'admirer - et transférée dans un musée.

#### Suisse
Le 1er juin 2020, à Zurich une manifestation contre le racisme et les violences policières réunissant 1 000 personnes traverse la ville. Une minute de silence et des discours sont tenus à la fin de la marche.
Le 5 juin 2020, un millier de personnes se rassemblent au centre-ville de Bienne, avec des pancartes appelant au respect et mentionnant « Stop racisme ». À plusieurs reprises, les manifestants observent des minutes de silence et mettent un genou à terre, poing en l'air,.
Le 6 juin 2020, de multiples manifestations ont lieu à travers le pays. À Bâle, une manifestation non autorisée réunit 5 000 personnes. La police, présente mais n'intervenant pas, distribue des feuillets rappelant les mesures de protection contre le coronavirus, et la quasi-totalité des participants portent des masques. Réunie sous le slogan « Black Lives Matter », les manifestants écoutent des orateurs faire part de leurs expériences quotidiennes du racisme en Suisse. À Neuchâtel, une manifestation autorisée réunit cinq cents personnes, divisés en groupe de 250 pour respecter la limitation de trois cents personnes pour les rassemblements publics. Selon la police cantonale, les consignes sanitaires sont respectées et les participants portent tous des masques. À Berne, quelques dizaines de personnes manifestent sur la place de la gare dans une action symbolique avec des masques portant l'inscription « I can't breathe », et distribuent des tracts aux passants avec les slogans "Black Lives Matter" ou "Racism is everywhere" (« le racisme est partout »). À Zurich, de nombreuses personnes marchent contre le racisme, une manifestation tolérée par la police municipale qui accompagne le défilé,.

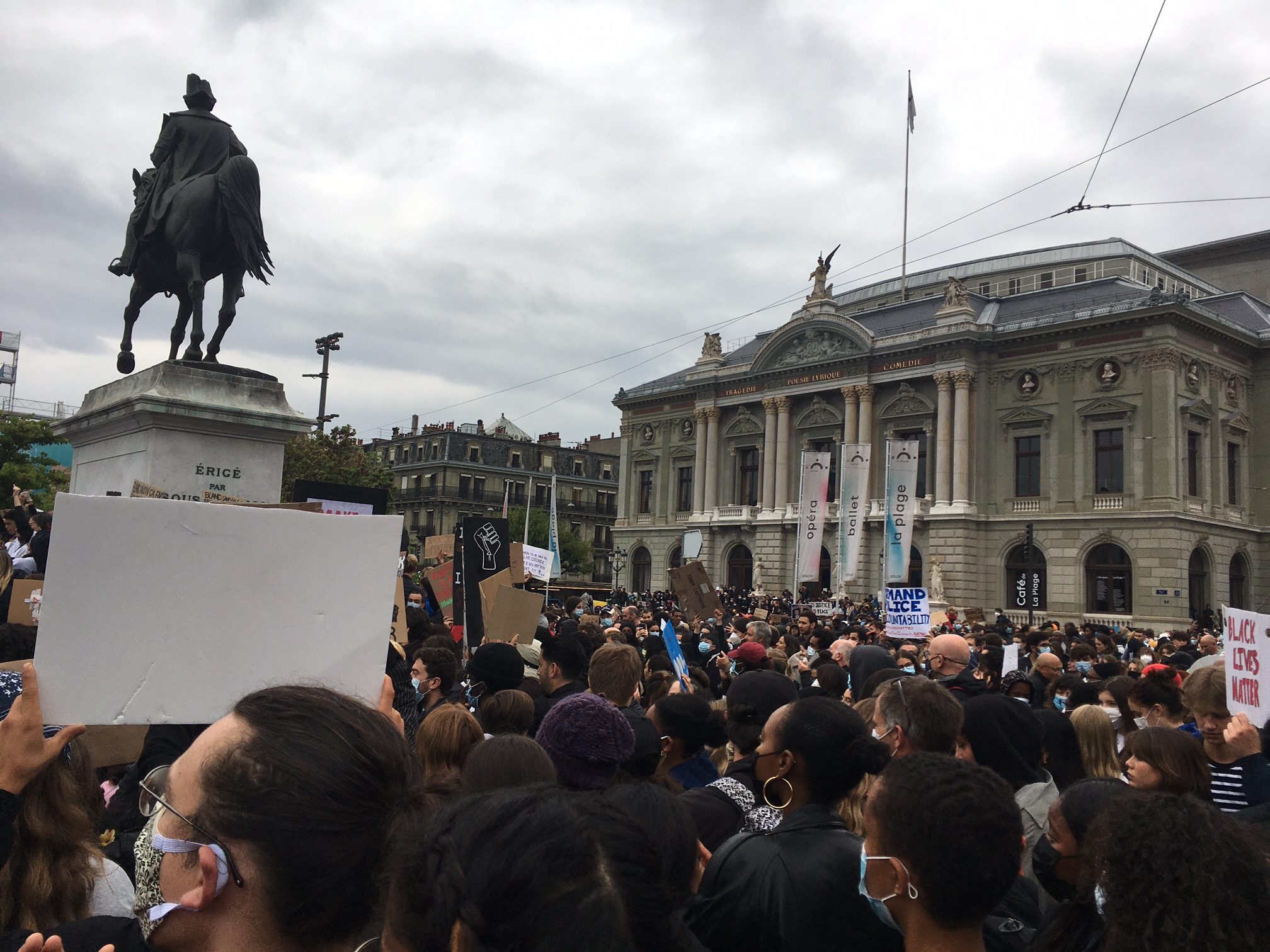
Rassemblement contre le racisme antinoir et les violences le 9 juin 2020 à la place Neuve à Genève

Le 9 juin 2020, une manifestation organisée par Black Lives Matter Suisse romande, collectif créé à la suite de la mort de George Floyd, rassemble 10 000 personnes à Genève contre les violences et le racisme antinoir. Le collectif dénonce le racisme en Suisse, où il estime que les violences policières sont aussi une réalité, et dénonce le profilage racial de la police. Il déclare avoir pour objectif de déconstruire ce qu'il considère être du « racisme systémique » en Suisse. La manifestation est la première de grande ampleur autorisée à Genève depuis l'assouplissement des mesures sanitaires liées à la Covid-19, et forme des groupes de trois cents personnes pour respecter la loi sur les rassemblements, la plupart des manifestants portant des masques. Les noms de Mike Ben Peter, Lamine Fatty et d'Hervé Mandundu sont évoqués comme victimes des violences policières en Suisse,. Le conseiller d'État genevois chargé de la sécurité et de la santé Mauro Poggia explique que si la manifestation va contre les mesures sanitaires, il a préféré l'autoriser afin de pouvoir dialoguer avec les organisateurs et mettre en place des mesures sanitaires. Interdire la manifestation et la disperser n'aurait selon lui pas empêché son déroulement et aurait causé de plus gros risques sanitaires, ainsi que des risques de débordement, particulièrement en raison du fait que la manifestation était dirigée contre les abus policiers.
Les rassemblements provoquent des réactions de politiciens et ainsi que de la population, parfois très critiques, qui s'interrogent sur le risque sanitaire des manifestations, ainsi que sa cohérence avec les autres mesures sanitaires de lutte contre la pandémie de Covid-19[source insuffisante].

### Asie

#### Japon
Le 6 juin 2020, une manifestation rassemblant plusieurs centaines de personnes se déroule à Shibuya, un quartier de Tokyo, capitale du Japon. La mobilisation fait écho à celles observées dans de nombreux autres pays — dans la foule, des pancartes affichent les slogans « Black lives matter » et « No justice, No peace » —, et prolonge les réactions de protestation déclenchées, le 30 mai, après la diffusion sur le réseau social Twitter d'une vidéo montrant l'arrestation musclée d'un résident kurde par des policiers nippons. Le lendemain, à l'initiative de la branche Black Lives Matter du Kansai, près de mille manifestants, selon les médias locaux, défilent dans les rues d'Osaka contre le racisme, les violences infligées aux résidents étrangers par la police japonaise et les violences policières dénoncées aux États-Unis,. Quelques jours plus tôt, la NHK, service public japonais de l'audiovisuel, a retiré un clip de ses programmes et présenté des excuses publiques. La vidéo, censée illustrer et expliquer les raisons des manifestations en cours aux États-Unis, a été jugée caricaturale, une partie du public accusant le groupe audiovisuel national de véhiculer des stéréotypes racistes. À Tokyo, une menace à la bombe contre le bureau de l'immigration et une station de police est lancée par quelqu'un se revendiquant antifasciste. Le 14 juin, des milliers de personnes participent à Tokyo à une manifestation Black Lives Matter contre les violences policières et le racisme aux États-Unis, et contre le racisme au Japon.

#### Inde
Après la mort d’un père et de son fils en garde à vue, à la fin juin, l'Inde ouvre un débat sur les violences policières, l’impunité et la réforme de l’institution. Les deux hommes avaient été arrêtés pour avoir dépassé l’heure légale de fermeture de leur magasin et ont été passés à tabac par des policiers au cours de leur garde à vue avant de mourir, quelques jours plus tard, à l’hôpital des suites des blessures qui leur ont été infligées.
Selon un rapport de la Commission nationale des droits de l’homme (NHRC), 3 146 Indiens sont morts en garde à vue en 2017 et 2018. « La violence et la torture dans les locaux de la police (…) sont devenues quasiment routinières », souligne le rapport. Les victimes sont en majorité issues des communautés musulmane et « intouchable », ce qui pour certains découlerait de l'influence sur l'institution policière du nationalisme hindou, en plein essor dans le pays. Les manifestations contre le gouvernement sont parfois brutalement réprimées. Ainsi, des dizaines de manifestants sont morts par balles et des centaines ont été blessés lors des manifestations de 2019 et 2020 contre l'amendement de la loi sur la citoyenneté. L'impunité est généralement la règle pour les faits de violences policières.

### Afrique

#### Afrique du Sud
Le 5 juin 2020, bien qu'une loi en vigueur interdit tout rassemblement public en raison de la pandémie de Covid-19, des membres du mouvement des droits civiques #NotInMyName sont autorisés à manifester devant l'ambassade des États-Unis, à Pretoria, capitale administrative d'Afrique du Sud. Scandant le désormais célèbre slogan « I can't breathe », ils protestent contre le racisme et les violences policières. Dans le pays, les circonstances du meurtre de George Floyd, à Minneapolis, le 25 mai 2020, rappellent celles de la mort de Collins Khosa, un homme de quarante ans que des militaires, chargés de faire respecter le confinement, ont humilié et battu à mort, devant sa maison d'Alexandra (banlieue de Johannesbourg), alors qu'il buvait une bière dans son jardin, le 10 avril 2020,,. Les deux homicides résonnent fortement dans un pays où, par le passé, comme en Amérique, la police avait pour mission de préserver un système de ségrégation raciale instauré par des Blancs et dans lequel les brutalités policières à l'encontre des Noirs pauvres persistent, tout comme le racisme,. Entre 2012 et 2019, 42 000 plaintes contre la police ont été enregistrées. Parmi tous les cas d'homicide, de viol et d'agression rapportés, 531 ont abouti à une condamnation pénale.

#### Ailleurs en Afrique
Selon le quotidien français Le Monde, le peu de réactions publiques observées en Afrique, à la suite des manifestations et émeutes contre le racisme et les brutalités policières aux États-Unis, est probablement dû à la pandémie de Covid-19 en cours sur le continent, la crainte de la répression policière ou la simple indifférence à l'événement devenu planétaire. Des manifestants se sont cependant rassemblés à Dakar, au Sénégal, à Lagos, au Nigeria et à Nairobi, capitale du Kenya, un pays dont la polce est souvent mise en cause pour faits de violence ou d'exécutions extrajudiciaires ; une pétition demandant que justice soit rendue a été transmise à l'ambassade américaine d'Accra (Ghana),,. Sur les réseaux sociaux, des manifestations d'indignation et de colère se sont accumulées, parmi elles, celles de Nana Akufo-Addo, président de la République du Ghana, et de Jerry Rawlings, ancien président ghanéen. De son côté, le président de la Commission de l'Union africaine, Moussa Faki, a publié un communiqué condamnant le meurtre de George Floyd et évoquant un discours de Malcolm X, venu témoigné des discriminations subies par les Afro-Américains, devant les membres de l'Organisation de l'unité africaine, réunis au Caire (Égypte), en 1964,,. En réaction aux propos de l'ancien Premier ministre du Tchad, des personnalités, comme le philosophe camerounais Achille Mbembe et son compatriote économiste Célestin Monga, rappellent que des femmes et des hommes africains sont victimes de répressions policières dans leur propre pays,.

### Océanie

#### Nouvelle-Zélande
Le 1er juin 2020, les manifestations s'étendent jusqu'en Océanie. Une manifestation a lieu dans la principale ville néo-zélandaise, Auckland.

#### Fidji
Suva : 18 personnes ont manifesté devant l'ambassade des États-Unis.

## Violences

### Morts
Au 2 septembre 2020, 32 décès liés aux manifestations sont recensés :
- 27 mai :
  - Minneapolis (Minnesota) : Calvin Horton Jr. est abattu au cours de la deuxième journée de manifestation. Un propriétaire local est arrêté et des sources policières indiquent que le suspect a ouvert le feu après avoir vu des pillages[216].
- 29 mai : 
  - Oakland (Californie) : Dave Underwood, policier fédéral qui protégeait un tribunal est abattu par un tireur à bord d'une camionnette[217].
  - Détroit (Michigan) : Un homme de 21 ans est abattu dans sa voiture en pleine manifestation[218].
- 30 mai :
  - Saint-Louis (Missouri) : un homme est écrasé par un semi-remorque qui fuyait des émeutiers[219].
  - Omaha (Nebraska) : James Scurlock est abattu à l'extérieur d'un bar après une bagarre avec le propriétaire de celui-ci[220].
  - Kettering (Ohio) : une manifestante de 22 ans décède à l'hôpital des suites d'une détresse respiratoire après avoir été aspergée de gaz lacrymogène[221].
- 31 mai : 
  - Indianapolis (Indiana) : deux personnes sont abattues lors des émeutes en centre-ville[222].
  - Kansas City (Missouri) : un père de famille de 50 ans est abattu par des émeutiers alors qu'il tentait de sortir son fils d'une manifestation[223].
  - Chicago (Illinois) : John Tiggs, 32 ans est abattu peu après minuit alors qu'il pillait un magasin de téléphones mobiles[224].
  - Riverside (Illinois) : Myqwon Blanchard, 22 ans est tué par balles lors du pillage du centre commercial de North Riverside[225].
- 1er juin :
  - Louisville (Kentucky) : David McAtee, un restaurateur est tué lorsque la police et la Garde nationale ouvrent le feu sur un groupe de manifestants après avoir essuyé des tirs. La police explique avoir « riposté »[226].
  - Davenport (Iowa) : deux personnes sont abattues[Par qui ?], l'une dans un Walmart situé sur la West Kimberly Road, l'autre vers la West 15th Street[227].
  - Cicero (Illinois) : deux personnes sont abattues[Par qui ?] dans une nuit de violences[228].
  - Las Vegas (Nevada) : la police abat un émeutier qui tentait de se saisir d'une arme qu'il portait[pas clair][229].
- 2 juin :
  - Philadelphie (Pennsylvanie) : un pillard est abattu par le propriétaire d'une armurerie. Un second pillard âgé de 24 ans se tue en tentant de dynamiter un distributeur de billets[230],[231].
  - Saint-Louis (Missouri) : David Dorn, retraité de la police de 77 ans, est abattu par des pillards dans un magasin de prêt sur gage[232].
  - Vallejo (Californie) : un pillard de 22 ans est abattu par la police lorsqu'il lève les mains en l'air. Une hache présente dans sa poche aurait été confondue avec une arme à feu[233].
- 3 juin :
  - Bakersfield (Californie) : Robert Forbes, un homme de 50 ans est percuté par une voiture lors d'une manifestation. Grièvement blessé, il succombe trois jours plus tard. Une enquête est en cours quant à l’éventuel caractère volontaire de l'événement[234].
- 20 juin : 
  - Seattle (Washington) : une fusillade éclate au sein de la Zone Autonome de Capitol Hill, touchant un jeune homme de 19 ans qui décède peu après à l’hôpital[235].
- 27 juin : 
  - Louisville (Kentucky) : un photographe de 27 ans documentant le mouvement « Black Lives Matter » est tué par balles au Jefferson Square Park[236].
- 29 juin : 
  - Seattle (Washington) : un homme succombe de ses blessures après avoir été grièvement blessé par balles au sein de la Zone Autonome de Capitol Hill[237].
- 4 juillet : 
  - Atlanta (Géorgie) : le Jour de l’Indépendance, trois personnes sont tuées dans la capitale géorgienne, au cours de plusieurs fusillades. En particulier, une enfant âgée de huit ans décède après avoir été atteinte par des balles, alors qu'elle circulait dans une voiture conduite par sa mère, près de barricades installées illégalement. Elle succombe de ses blessures à l'hôpital[238],[239].
- 20 juillet :
  - Minneapolis (Minnesota) : un corps brûlé est retrouvé dans les décombres d'un commerce incendié le 28 mai, tout près de la station de police du 3e district également incendiée et épicentre des manifestations[27].
- 25 juillet : 
  - Austin (Texas) : un manifestant armé est tué par un automobiliste qui fait feu sur lui, après que le manifestant ait approché sa voiture, et, selon l'automobiliste et plusieurs témoins, pointé son arme[81],[82].
- 29 août:
  - Portland (Oregon) : un militant d'un groupe d'extrême-droite est abattu peu après une contre-manifestation à Portland[104]. La police enquête sur un militant antifasciste déjà poursuivi deux fois pour possession illégale d'armes[102]. Ce dernier est ensuite tué par la police lors de son arrestation, après qu'il a selon la police brandi une arme, et selon deux témoins, tiré sur les policiers[106].

### Violences policières
En août 2020, Amnesty International États-Unis publie un rapport relevant 125 cas de violences policières contre des manifestants dans 40 états et dans le district de Columbia entre le 26 mai et le 5 juin 2020, soit des cas dans lesquels l'usage de la force par les policiers n'était ni justifié ni proportionné. Des abus de la part des forces de l'ordre sont ainsi recensés dans de nombreuses villes des États-Unis, et prennent différentes formes : coups, tirs de projectiles n'étant pas censés provoqué la mort (balles en éponges, en bois ou en caoutchouc), utilisation excessive de gaz lacrymogène et de gaz poivre.
Selon le magazine en ligne The Intercept, la police de Portland a utilisé contre les manifestants des grenades lacrymogènes à base de hexachloroéthane, un composé chimique très toxique.

#### Contre les journalistes
Plusieurs dizaines de journalistes ont été directement pris à partie par les forces de l'ordre, ciblés par des tirs de balles en caoutchouc ou de gaz lacrymogènes alors que leur carte de presse était bien visible. Une journaliste a notamment perdu l'usage d'un œil après avoir été touchée au visage par une balle en caoutchouc.
L'institut Freedom of the Press et le site Bellingcat ont indiqué, après quatre nuits d'affrontements, avoir recensé cinquante faits de journalistes « agressés par les forces de l'ordre ».
Des agressions contre des journalistes de la part de manifestants ont également été signalées. À Atlanta, le 29 mai, le CNN Center, qui abrite également un poste de police du département de police d'Atlanta, a ainsi été attaqué et vandalisé par des manifestants,,. Dans le district de Columbia, le 30 mai, une équipe de Fox News a été attaquée à l'extérieur de la Maison Blanche par un groupe de manifestants alors qu'elle faisait un reportage sur les lieux, cet incident ayant suscité de larges condamnations de la part du monde journalistique américain .

## Suites et conséquences

### Criminalité et police
Les manifestations et émeutes sont accompagnées aux États-Unis d'une très forte augmentation du nombre certains crimes, qui persiste après la grande vague de protestations. Outre les destructions et les pillages, les grandes villes du pays voient dès les premiers jours des protestations une forte augmentation des cambriolages, fusillades, et dans certains cas des meurtres. À Minneapolis, entre le début des protestations fin mai et le 4 juin, le nombre de fusillades est cinq fois plus élevé que pour la même période l'année précédente, et le nombre de cambriolages triple par rapport à la semaine précédente. Dans les deux mois qui suivent, l'augmentation des crimes violents persiste, le nombre d'homicides de janvier à août 2020 étant presque le double en comparaison avec 2019. La police est débordée d'appels et de plaintes pour des braquages, carjackings et autres incidents violents, et le maire Jacob Frey demande fin juin des renforts additionnels à des agences régionales et fédérales, promettant de restaurer l'ordre,. La ville de Chicago connaît le 31 mai sa période de 24 heures la plus meurtrière depuis près de 60 ans et son weekend le plus meurtrier de l'année. En juin, les nombres de fusillades et de meurtres augmentent de près de trois quarts en comparaison avec 2019. En juillet 2020, le président Donald Trump affirme que Chicago est « pire que toutes les zones de guerre » et que l'augmentation de la criminalité est due à une « attaque violente » contre la police. Le 6 juin, la police de Los Angeles annonce que le nombre de meurtres a augmenté de 250 % d'une semaine à l'autre. À New York City, la police annonce quatre fois plus de cambriolages et 160 % fois plus de meurtres dans la première semaine de juin que durant la même semaine l'année précédente. La tendance se poursuit et à la fin juillet, la ville avait connu 72 % de fusillades et 30 % des meurtres en plus au cours de l'année écoulée qu'à la même période en 2019, tandis que les autres grandes catégories de crime sont en baisse. En juillet, la police commence à transférer des détectives des cas de vols vers les crimes violents, et à ré-assigner des agents administratifs aux zones fortement touchées par les fusillades. À Portland, le mois de juillet 2020 connaît trois fois plus de fusillades que celui de juillet 2019, et le plus grand nombre d'homicides violents sur un mois depuis les années 1980.

#### Explications avancées pour la hausse de la criminalité violente
Diverses explications sont avancées pour l'augmentation de la criminalité violente. Une explication qui revient régulièrement est celle d'un « effet Ferguson », soit une réticence des policiers à intervenir à la suite de protestations contre les violences policières, qui mènerait ensuite à une augmentation de la criminalité (concept avancé en référence à la flambée de la violence dans les grandes villes américaines à la suite des manifestations de Ferguson en protestation contre la mort de Michael Brown),. Cette hypothèse est notamment soutenue par des chefs et syndicats de police, dont le chef de la police de New York qui dénonce un climat anti-police dont profiteraient les criminels,,. Le professeur de droit pénal et ancien responsable du département fédéral de la Justice Paul Cassell juge l'hypothèse d'un effet Ferguson plausible, citant des statistiques policières de Minneapolis qui montrent une augmentation des crimes impliquant des armes à feu après les protestations, mais pas des autres crimes. Cette évolution serait similaire au pic d'homicides à Chicago en 2016, peu après un changement de politique visant à réduire les contrôles de police, ce qui augmenterait la circulation d'armes illégales. Citant des témoignages de policiers et une déclaration des syndicats de police de Minneapolis, il avance que la remise en cause générale de la police par les manifestants, des activistes et des politiciens pourrait mener à une réticence des policiers à être proactifs et faire des contrôles, qui pourraient leur permettre de confisquer des armes. L'hypothèse d'un effet Ferguson est remise en cause par le journaliste Michael Hobbes du HuffPost, qui affirme que les criminologues ont déterminé qu'après des évènements comme ceux de Ferguson ou Minneapolis, ce ne sont pas les policiers qui se mettent en retrait mais les communautés. Ainsi, ce serait la perte de confiance dans la police et des relations déterioriées avec les minorités ethniques qui auraient mené à une augmentation de la criminalité en 2015, les gens renonçant plus souvent à appeler la police et essayant de régler directement leurs disputes.
À Minneapolis, la police et les autorités demeurent réticentes à lier l'augmentation de la violence aux protestations. De nombreux résidents affirment que la police est moins présente malgré l'augmentation des crimes. Pour un activiste anti-violence, cela peut être lié aux critiques très fortes émises contre la police, notamment ceux appelant à la démanteler, ce qui éroderait l'ordre civil et amènerait à des comportements hors-la-loi. Pour la présidente du conseil municipal, qui appelle à démanteler la police, les fusillades de la période seraient dues à l'augmentation habituelle du crime durant l'été et au stress de la communauté à la suite de la mort de George Floyd; elle ajoute que la police est encore présente et que son financement n'a pas changé,.
Le maire de New York Bill de Blasio et son commissaire de police (en) affirment que la forte augmentation des fusillades dans la ville est due à une rupture dans le système judiciaire à la suite de réformes prises par la Législature de l'État de New York, dont l'élimination de la libération sous caution en cash pour de nombreux accusés, conduisant à de nombreuses libérations en attente d'un jugement, ainsi que la pandémie et le mouvement de protestations. Bill de Blasio critique particulièrement les tribunaux, affirmant qu'un manque de procès dû à la pandémie et une incapacité des procureurs à déposer des actes d'accusation contribuent dans une très large mesure au pic de criminalité violente, arguments contredits par des acteurs du système judiciaire. Le New York Times affirme qu'une note confidentielle d'analyse des données de police ne soutiendrait pas ces affirmations, notamment parce qu'un nombre très faible des personnes libérées sous caution en attente de leur jugement en juillet et des personnes libérées de prison pendant le pic de l'épidémie auraient été arrêtés à nouveau pour des faits liés à des armes. Un responsable de la police remarque toutefois que la libération en grand nombre de suspects en attente de jugements dans des affaires d'armes, en raison de la pandémie, a pu contribuer à créer une atmosphère permissive, surtout parmi les membres de gang considérés comme étant à l'origine de la plupart des incidents. La note confidentielle montrerait également que les tribunaux n'ont pas énormément ralenti à cause de la pandémie, et n'ont pas pris de retard particulier dans le traitement des affaires liées à des armes. Les fusillades seraient plutôt expliquées par une chute très forte des arrestations pour crimes armés après la semaine du 24 mai, qui coinciderait avec l'augmentation des crimes armés. Bill De Blasio nie ensuite avoir attribué l'augmentation de la criminalité violente sur les conséquences judiciaires de la pandémie, et affirme l'avoir toujours attribué à un mélange de facteurs. Des responsables de police affirment qu'ils manquent de ressources humaines pour faire face à la hausse des crimes violents, notant que la pandémie de Covid-19 et le besoin d'enquêteurs pour couvrir des protestations très étendues ont retardé les investigations.

#### Congés et démissions de policiers
Au cours des deux mois qui suivent la mort de George Floyd, le nombre de policiers à Minneapolis diminue de plus de 100, ce qui représente plus de 10 % des effectifs. 40 ont démissionné, été licenciés ou sont en train de quitter l'institution, et 75 ont pris un congé médical pour un trouble de stress post-traumatique qu'ils attribuent aux émeutes. Des dizaines se prépareraient par ailleurs début août à partir dans les mois à venir. Des sources confidentielles indiqueraient que la police de Minneapolis pourrait perdre jusqu'à un tiers de son personnel d'ici à la fin de 2020.
Le 11 août 2020, la cheffe de la police de Seattle, première personne noire à son poste, donne sa démission à la suite des coupes budgétaires dans la police, affirmant que sa décision est justifiée par un « manque de respect » généralisé pour la police, et non par les coupes en tant que telles.

#### Réformes policières
Le 11 août 2020, le conseil municipal (en) de Seattle vote une réduction des fonds de 3 millions de dollars à la police municipale sur un budget de 400 millions, ce qui devrait mener à la perte de 100 officiers de police. La président du conseil municipal cite des pertes de revenus dus à la pandémie de Covid-19 et les demandes du mouvement anti-violence policière Black Lives Matter, dont certains activistes appellent à "définancer" la police (en), ayant proposé une réduction de 50 % du budget de la police municipale,.

### Économiques
À Minneapolis, du 27 au 30 mai, les émeutes et pillages causent des centaines de millions de dollars de dégâts, et au 12 août, plus de 700 bâtiments ont été endommagés, tandis que le montant financier des dégâts était encore en calcul. Dans la ville voisine de Saint Paul, 246 bâtiments sont endommagés au 2 juillet et 330 au 12 août, avec l'essentiel des destructions le long de la University Avenue. En août, les autorités de la ville affirment ne pas avoir les moyens financiers pour aider les entreprises à faire face aux 82 millions de pertes en dommages à la propriété et en vols. Au 19 juin, les destructions dans les « villes jumelles » auront conduit à plus de 500 millions de dollars de dommages à plus de 1'500 commerces, la seconde période de désordre civil la plus destructrice de l'histoire des États-Unis après les émeutes de 1992 à Los Angeles,,. Le directeur de la chambre de commerce de Minneapolis affirme que les dégâts économiques vont bien au-delà des destructions physiques, et que des milliers d'emplois seront perdus en raison des émeutes « à court terme ». Une entreprise de 50 employés, dont les locaux ont été dévastés, quitterait la ville en raison d'une perte de confiance dans les autorités locales, qui ne les auraient pas protégés face aux émeutiers, affirme le chef d'entreprise. En juin, la chambre des représentants de l'État du Minnesota vote un plan de relance de 300 millions de dollars qui comprend 168 millions de l'État pour aider les entreprises et les organisations à but non lucratif endommagées durant les désordres. La pandémie de Covid-19 avait déjà mené à des pertes de revenus et des déficits en millions pour les villes de Minneapolis et Saint Paul, qui font face à de grosses budgétaires en 2021.

### Politiques
Le 12 juin, le groupe africain au Conseil des droits de l'homme demande l'organisation d'un débat la semaine suivante sur le racisme et les violences policières au sein de l'organisation, affirmant que la mort de George Floyd « n'est malheureusement pas un incident isolé ».

### Sociétales
La vague de protestations pousse de nombreuses grandes entreprises américaines, comme Apple, Facebook, Uber et Nike, à affirmer leur soutien à la cause des Noirs et des droits civiques, en utilisant le slogan et hashtag #BlackLivesMatter et en faisant des dons à des organisations et des projets dédiés à ces causes. Open Society Foundations, l'organisation philanthropique fondée et financée par le milliardaire américano-hongrois George Soros, qui soutenait déjà des organisations noires et de défense des droits civiques, annonce un soutien de 220 millions de dollars à des organisations menées par des Noirs et œuvrant pour la « justice raciale ».
Répondant à des critiques de longue date d'activistes et d'utilisateurs, l'application de rencontres homosexuelles Grindr annonce qu'elle va supprimer ses filtres ethniques qui permettaient de cibler ses rencontres sur certains groupes raciaux,.
Les évènements provoquent des débats internes sur le racisme au sein de l'organisation d'aide humanitaire Médecins Sans Frontières (MSF), menant à une lettre interne signée par 1 000 employés et ex-employés, dont plusieurs hauts cadres. La lettre condamne un « racisme institutionnel » au sein de l'organisation, qui « renforcer[ait] dans son travail humanitaire le colonialisme et la suprématie blanche » et appelle à une enquête indépendante pour démanteler « des décennies de pouvoir et de paternalisme » d'une « minorité blanche privilégiée ». Le président international de MSF Christos Christou affirme voir cette lettre comme une « opportunité » et un « catalyseur » pour accélérer les changements déjà prévus dans l’organisation de l’ONG, et reconnaît dans un communiqué interne que l’ONG « a failli auprès des gens de couleur, autant auprès des salariés que des patients » et « échoué à s’attaquer au racisme institutionnel ».

## Réactions
Le 29 mai, le président de la Commission de l'Union africaine Moussa Faki publie un communiqué où il « condamne avec force le meurtre de George Floyd » et où il réitère le « rejet » par l'Union africaine « des pratiques discriminatoires persistantes à l'encontre des citoyens noirs des États-Unis d'Amérique ».
Le 30 mai, le président américain Donald Trump déclare que le meurtre de George Floyd est une « tragédie » qui « n'aurait jamais dû se passer ». Il condamne également les émeutes : « La mémoire de Floyd est déshonorée par les émeutiers, les pillards, les anarchistes » tout en accusant « les Antifa et autres groupes d'extrême gauche de terroriser les innocents, de détruire des emplois, de nuire aux entreprises et d'incendier des bâtiments ».
Le 31 mai, dans un tweet, le président annonce qu'il désignera les Antifa comme une organisation terroriste.
Le guide suprême iranien Ali Khamenei a jugé que le meurtre de George Floyd révèle la nature des États-Unis, ajoutant que c’est « ce qu’ils ont toujours fait avec le monde entier ». Il a déclaré : « Le fait qu’un policier appuie avec sang froid son genou sur la gorge d’un homme noir jusqu’à ce que celui-ci perde la vie et que les autres policiers assistent à la scène et regardent sans rien faire, ce n’est pas nouveau », affirmant que ces événements sont des réalités qui ont toujours été cachées, « comme la vase d’un étang qui remonte à la surface ».
« Ce qui a été révélé aujourd’hui et qui est devenu le slogan “Laissez-nous respirer” lancé par tous les Américains, c’est la parole de tous les peuples opprimés par les États-Unis depuis toujours » a encore ajouté Khamenei dans un discours télévisé.
Le 2 juin, le premier ministre canadien Justin Trudeau est interrogé lors d'une conférence de presse par un journaliste sur la situation que traversent les États-Unis. Après 20 secondes de silence, Justin Trudeau déclare : « Nous regardons avec horreur et consternation ce qui se passe aux États-Unis. C’est le moment de rassembler les gens. Mais c’est aussi le moment d’écouter, d’apprendre quelles sont les injustices qui se poursuivent depuis des années voire des décennies malgré des progrès ».
Le 2 juin, la procureure générale du Massachusetts, aux États-Unis, déclare que les protestations représentent une opportunité pour lutter contre les inéquités raciales et affirme au sujet des débordements que « oui, l'Amérique brûle, mais c'est ainsi que les forêts poussent ».
Le 3 juin, une centaine d'écrivains africains publient une lettre ouverte utilisant le slogan #BlackLivesMatter où ils condamnent les actes de violence contre les personnes noires aux États-Unis, et appellent les gouvernements africains, au nom du panafricanisme, à accueillir les personnes issues de la diaspora africaine à travers le monde et à leur offrir une citoyenneté.
Le 23 juillet, le révérend E.D. Mondainé, président de la section locale de l'organisation de défense des droits civiques NAACP, qualifie les protestations de sa ville de Portland, où les protestataires blancs sont surreprésentés, de « spectacle » qui détourne l'attention du mouvement Black Lives Matter. Il écrit notamment : « font-ils avancer la cause de la justice, ou est-ce un nouvel exemple de cooptation blanche ? »,.
Le 24 juillet, l'Organisation des Nations unies met en garde les États-Unis contre un « usage disproportionné » de la force contre les manifestants dans les villes américaines, et s’est inquiété de possibles « détentions arbitraires » de manifestants et de journalistes, notamment dans la ville de Portland (Oregon).
Le 28 juillet, le procureur général des États-Unis William Barr, auditionné à la commission des affaires judiciaires de la Chambre des représentants, est accusé par le président démocrate de la commission Jerrold Nadler d'avoir « inondé les rues des villes américaines avec des agents fédéraux » pour « offrir des images pour les clips de campagne d[u président] Donald Trump » aidant et soutenant ainsi « les pires errements du président ». D'autres Démocrates accusent les agents fédéraux d'attaquer « des manifestants pacifiques » et d'avoir jeté de l'huile sur le feu sur une situation en train de s'apaiser. Barr répond en affirmant que « des émeutiers violents et des anarchistes ont détourné des manifestations légitimes pour causer des dégâts insensés et semer la destruction », affirmant que les actions menées à Portland devant le tribunal fédéral n'ont plus rien à voir avec la mort de George Floyd. Au contraire, les émeutiers, armés de « lance-pierres, tasers, marteaux, scies, couteaux, fusils, explosifs.. » mèneraient une attaque contre le gouvernement des États-Unis,. Le New York Times affirme pouvoir confirmer les jets de cailloux, de bouteilles d'eau, et de feux d'artifice, ainsi que l'usage de lasers contre les agents fédéraux et contre les caméras extérieures autour du tribunal. Il confirme également que des incendies ont été provoqués près du tribunal. Le journal affirme par contre ne pas être en mesure de confirmer l'usage de tasers, d'armes à plomb et de lance-pierres contre les agents fédéraux, également allégués par le procureur général. Par ailleurs, celui-ci déplore que les forces de l'ordre aient été « diabolisées » , au point de devenir « réticentes au risque », ce qui aurait conduit à la hausse de la criminalité dans plusieurs villes, dont Chicago, où des agents fédéraux ont également été envoyés,.